# ヒガンバナ科
ヒガンバナ科（ヒガンバナか、Amaryllidaceae）は、単子葉植物の科の1つ。
ヒガンバナ科は多くの分類体系（新エングラー体系、APG植物分類体系など）で認められており、一般に使われる分類群名であるが、クロンキスト体系ではユリ科の中に含められている。
新エングラーではユリ目に含める。形態的にはユリ科に類似するが、新エングラーでは子房下位である点（ユリ科は子房上位または中位）で分けていた。
APGでは新エングラー体系のヒガンバナ科から数属（アルストロメリア属 Alstroemeria 等）を除いたものをキジカクシ目ヒガンバナ科としている。
さらに第3版（APG III）では、それをヒガンバナ亜科、新エングラーではユリ科に含まれていたネギ属及び近縁属（AGPIIではキジカクシ目ネギ科）をネギ亜科、
同じくユリ科のアガパンサス属（AGPIIではキジカクシ目アガパンサス科）をアガパンサス亜科とし、ヒガンバナ科に含めている。
ネギ亜科ネギ属の物は食用や薬用に用いられる有用植物が多くあるが、別属の物は大半が有毒であり外見がネギ属の物に似ることから取り違えなどによる中毒事故が後を絶たない。
有毒の物（スイセン、ヒガンバナ、イフェイオン、ゼフィランサス、ネリネなど）を畑などの周囲に植えることでモグラ避けとする利用もされている（モグラが毒を嫌って侵入しなくなるとされている）が、家庭菜園などでこれをやることにより取り違えによる事故を誘発する原因ともなっている。

## 下位分類
本節では亜科ごとに種、属を掲載する。参考元は各亜科の英語版Wikiから。

### アガパンサス亜科（Agapanthoideae）
アガパンサス属のみから構成される南部アフリカに凡そ10種類が自生する品種群。かつてはアガパンサス科とされた。
- アガパンサス属（Agapanthus）

### ネギ亜科（Allioideae）
APGⅡでは独立したネギ科とされた品種群。多くは硫化アリルを全草に含む為、臭気を放つ。ネギ、ニラ、タマネギなどの野菜やアリウム、ツルバキア、リューココリーネなどの花を観賞する種も含む。３連に分けられる。

#### ネギ連（Allieae）
- ネギ属 （Allium）
  - アリウム・ギガンチウム（Allium giganteum）
  - イトラッキョウ（Allium virgunculae）
  - カンケイニラ（Allium togashii）
  - キイトラッキョウ（Allium kiiense）
  - ギョウジャニンニク（Allium victorialis）
  - タマネギ（Allium cepa）
  - チャイブ（Allium schoenoprasum）
  - ニラ（Allium tuberosum）
  - ニラモドキ（Allium bivalve）
  - ニンニク（Allium sativum）
  - ノビル（Allium macrostemon）
  - ネギ（Allium fistulosum）
  - ヒメニラ（Allium monanthum）
  - ミツカドネギ（Allium triquetrum）
  - ミヤマラッキョウ（Allium splendens）
  - ヤマラッキョウ（Allium thunbergii）
  - ラッキョウ（Allium chinense）
  - リーキ（Allium ampeloprasum）
  - ワケギ（Allium × proliferum）
- ステゴビル属 Caloscordum
  - ステゴビル C. inutile
- ムイラ属 Muilla

#### ギリエシア連（Gilliesieae）
- アタカマリウム属（Atacamallium）
- ギリエシア属（Gilliesia）
- スキッケンダントジェラ属（Schickendantziella）
- スピア属（Sppea）
- トリスタグマ属（Tristagma）
- ハタケニラ属（Nothoscordum）
  - キバナハナニラ（Nothoscordum sellowianum）
  - ニラモドキ（Nothoscordum bivalve）
  - ハタケニラ（Nothoscordum gracile）
- ハナニラ属（Ipheion）
  - ハナニラ（Ipheion uniflorum）
- ラタス属（Latace）※ゾエルネラリウム属とも
- リューココリーネ属（Leucocoryne）
- ソラリア属（Solaria）
- エリンナ属（Erinna）

#### ツルバギア連（Tulbaghieae）
- ツルバギア属（Tulbaghia）
- プロトツルバギア属（Prototulbaghia）

### ヒガンバナ亜科（Amaryllidoideae）
ヒガンバナやネリネ、スノーフレーク、スノードロップなど美しい花を咲かせる種が多く、ガーデニングで多く利用される。全草にリコリンを含む有毒な種が多い。特にスイセンはニラと誤食される。多くの連に細分化される。

#### ホンアマリリス連（Amaryllideae）
- ホンアマリリス亜連（Amaryllidinae）
  - ホンアマリリス属（Amaryllis）　※正式なアマリリス。
- ブーファン亜連（Boophoninae）
  - ブーファン属（Boophone）
- ストルマリア亜連（Strumariinae）
  - クロッシネ属（Crossyne）
  - ストルマリア属（Strumaria）
  - ナマクアヌラ属（Namaquanula）
  - ネリネ属（Nerine）
  - ブルンスビギア属（Brunsvigia）
  - ヘッセア属（Hessea）
- ハマユウ亜連
  - アンモカリス属（Ammocharis）
  - キビステテス属（Cybistetes）
  - ハマユウ属（Crinum）
    - ハマユウ（Crinum asiaticum var. japonicum）

#### キルタンサス連（Cyrtantheae）
- キルタンサス属（Cyrtanthus）
  - キルタンサス・エラタス （Cyrtanthus elatus）
  - キルタンサス・ファルカタス （Cyrtanthus falcatus）

#### ハエマンサス連（Haemantheae）
- クンシラン亜連（Clivinae）
  - クリプトステファヌス属（Cryptostephanus）
  - クンシラン属（Clivia）
- ハエマンサス亜連（Haemanthinae）
  - スカドクサス属（Scadoxus）
  - ハエマンサス属（Haemanthus）
    - アカバナマユハケオモト（Haemanthus coccineus）
    - マユハケオモト（Haemanthus albiflos）
- ゲチリス亜連（Gethyllidinae）
  - アポドリリオン属（Apodolirion）
  - ゲチリス属（Gethyllis）

#### カロステンマ連（Calostemmateae）
- カロステンマ属（Calostemma）
- プロイフィス属（Proiphys）

#### ヒガンバナ連（Lycorideae）
- ウンゲルニア属（Ungernia）
- ヒガンバナ属（Lycoris）
  - アケボノショウキラン（Lycoris ×rubroaurantiaca）※キツネノカミソリとショウキズイセンの自然交配種）
  - キツネノカミソリ（Lycoris sanguinea）
  - ショウキズイセン（Lycoris traubii）
  - シロバナマンジュシャゲ（Lycoris ×albiflora）※ヒガンバナとショウキズイセンの自然交配種）
  - ナツズイセン（Lycoris squamigera）
  - ヒガンバナ（Lycoris radiata）
  - リコリス・ストラミネア （Lycoris straminea）
  - リコリス・スプレンゲリ （Lycoris sprengeri ）

#### スイレン連（Narcisseae）
- スイセン属（Narcisseae）
  - カンランズイセン（Narcissus x odorus）※キズイセン×ラッパズイセンの交雑種。
  - キズイセン（Narcissus jonquilla）
  - クチベニズイセン（Narcissus poeticus）
  - スイセン（Narcissus tazetta）
    - ニホンズイセン（Narcissus tazetta subsp. chinensis）

  - ペチコートスイセン（Narcissus bulbocodium）
  - ラッパズイセン（Narcissus pseudonarcissus）
- ステルンベルギア属（Sternbergia）

#### ガランサス連（Galantheae）
- アキザキスノーフレーク属（Acis）
- スノードロップ属（Galanthus）
- スノーフレーク属（Leucojum）
- ラピエドラ属（Lapiedra）

#### パンクラチウム連（Pancratieae）
- パンクラチウム属 （Pancratium）
- バーガリア属（Vagaria）

#### グリフィニア連（Griffineae）
- グリフィニア属（Griffinia）
- ブルーアマリリス属（Worsleya）

#### ヒッペアストルム（アマリリス）連（Hippeastreae）
- ヒッペアストルム（アマリリス）亜連（Hippeastrinae）
  - ツバメズイセン属（Sprekelia）
  - ヒッペアストルム属（Hippeastrum）※園芸上のアマリリス。
    - トカンティニア亜属（Tocantinia）
    - ヒッペアストルム亜属（Hippeastrum）
- トラウビア亜連（Traubiinae）
  - トラウビア属（Traubia）
  - パポソア属（Paposoa）
  - フィセラ属（Phycella）
  - ロードリリウム属（Rhodolirium）
- タマスダレ亜連（Zephyranthinea）
  - タマスダレ属（Zephyranthes）
    - タマスダレ（Zephyranthes candia）
    - サフランモドキ（Zephyranthes carinata） 
    - ゼフィランサス・ロブスタ（Zephyranthes robsta）※旧ハブランサス属。

  - ハブランサス属（Habranthus）※現在はタマスダレ属に総称。

#### ユーテフィリア連（Eustephieae）
- クリダンサス属（Chlidanthus）
- ユーテフィリア属（Eustephia）
- ヒエロニイミエラ属（Hieronymiella）
- フィロリリオン属（Pyrolirion）

#### ユーチャリス連（ギボウシズイセン連）（Eucharideae）
- ウルセオリナ属（Urceolina）

　※ユーチャリス属（ギボウシズイセン属）、ユークロシア属を統合した属。
- ステノメッソン属（Stenomesson）
- フェドラナッサ属（Phaedranassa）
- プラジオリリオン属（Plagiolirion）
- マチューラ属（Mathieua）
- ラウヒア属（Rauhia）

#### ササガニユリ連（ヒメノカリス連）（Eustephieae）
- イスメネ属（Ismene）
- ヒメノカリス属（Hymenocallis）
- レプトチトン属（Leptochiton）

#### クリナンサス連（Clinantheae）
- クリナンサス属（Clinanthus）
- パミアンセ属（Pamianthe）
- パラモンガイア属（Paramongaia）

#### 属間交配種
- アマクリナム属　× Amarcrinum　ホンアマリリス属×ハマユウ属
- アマリギア属　×Amarygia　ホンアマリリス属×ブルンスビギア属
- アマリネ属　×Amarine　ホンアマリリス属×ネリネ属
- ブルンスリコリ属　×Brunslycori　ブルンスビギア属✕ヒガンバナ属
- ヒッペアスケリア　×Hippeaskelia (=× Hippeastrelia)　アマリリス属✕ツバメズイセン属
- ロドブランサス属　×Rhodobranthus　ロドフィアラ属×ハブランサス属
- スプレカンサス属　×Sprekanthus　ツバメズイセン属×タマスダレ属
- ゼフィブランサス属　×Zephyranthes　タマスダレ属×ハブランサス属

## 画像

### アガパンサス亜科

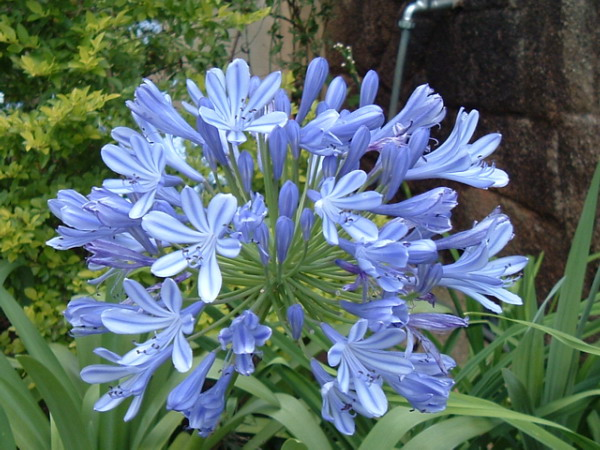
アガパンサス（ムラサキクンシラン) Agapanthus africanus

### ネギ亜科

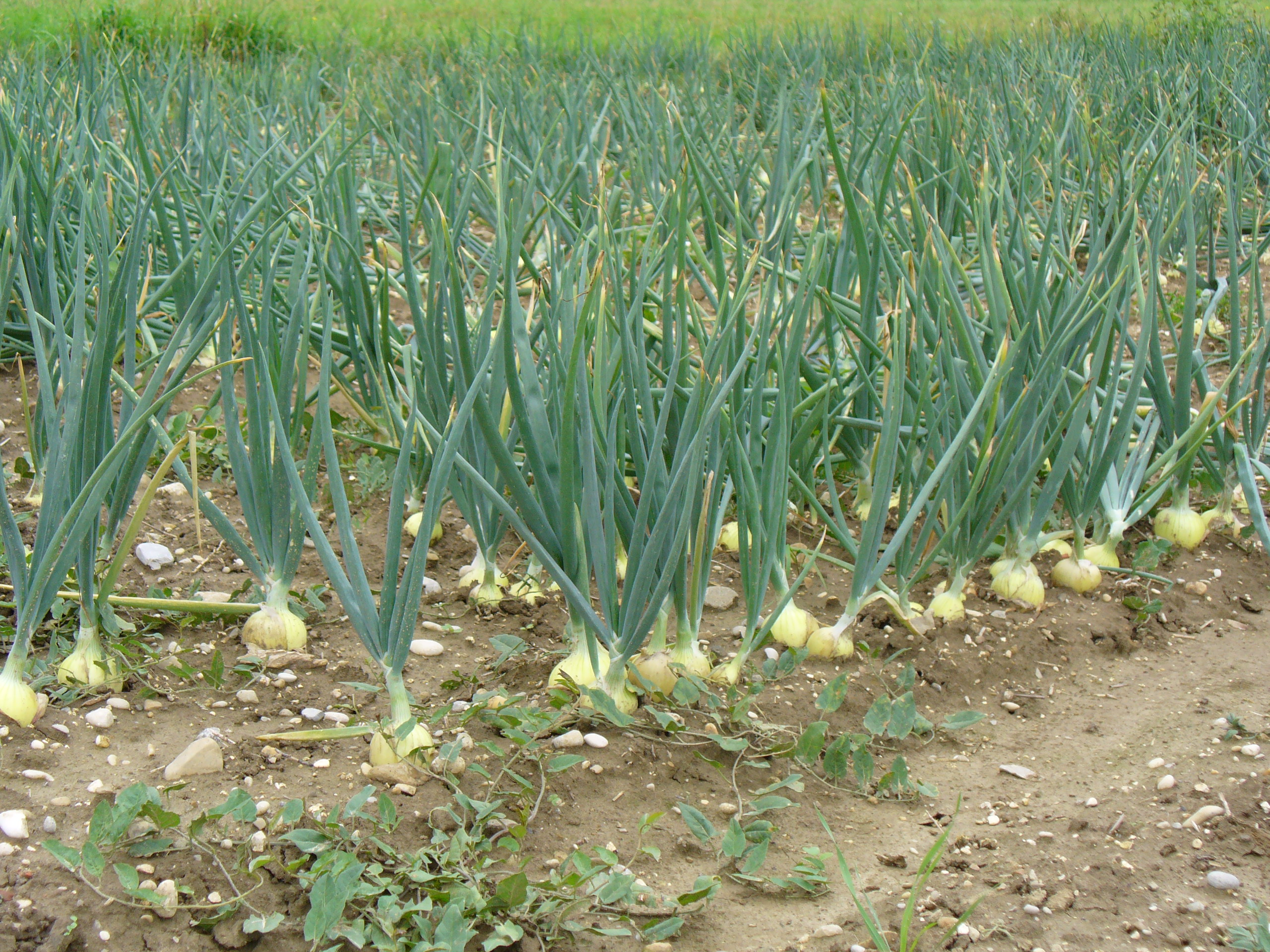
タマネギ Allium cepa
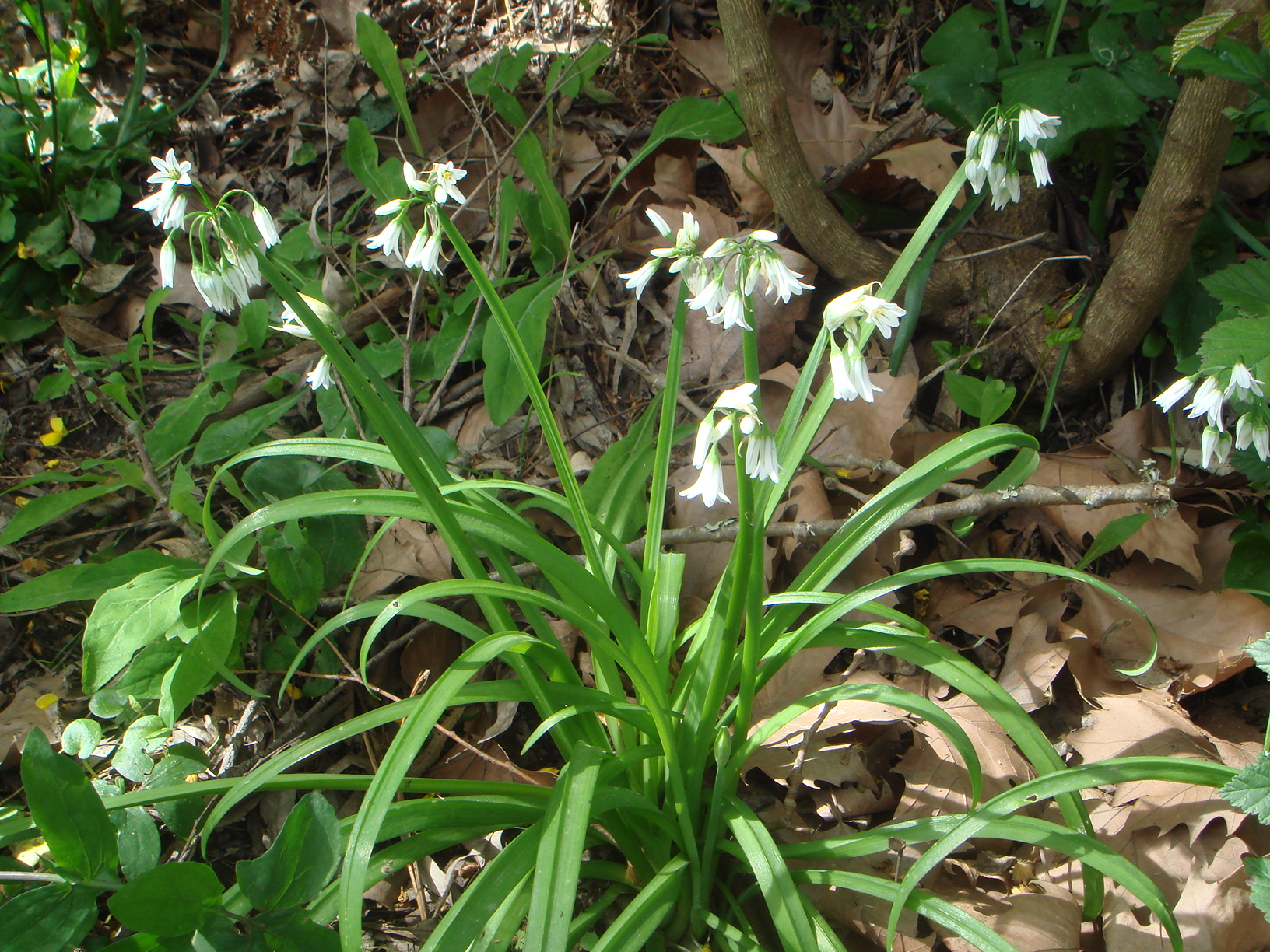
ミツカドネギ　Allium triquetrum
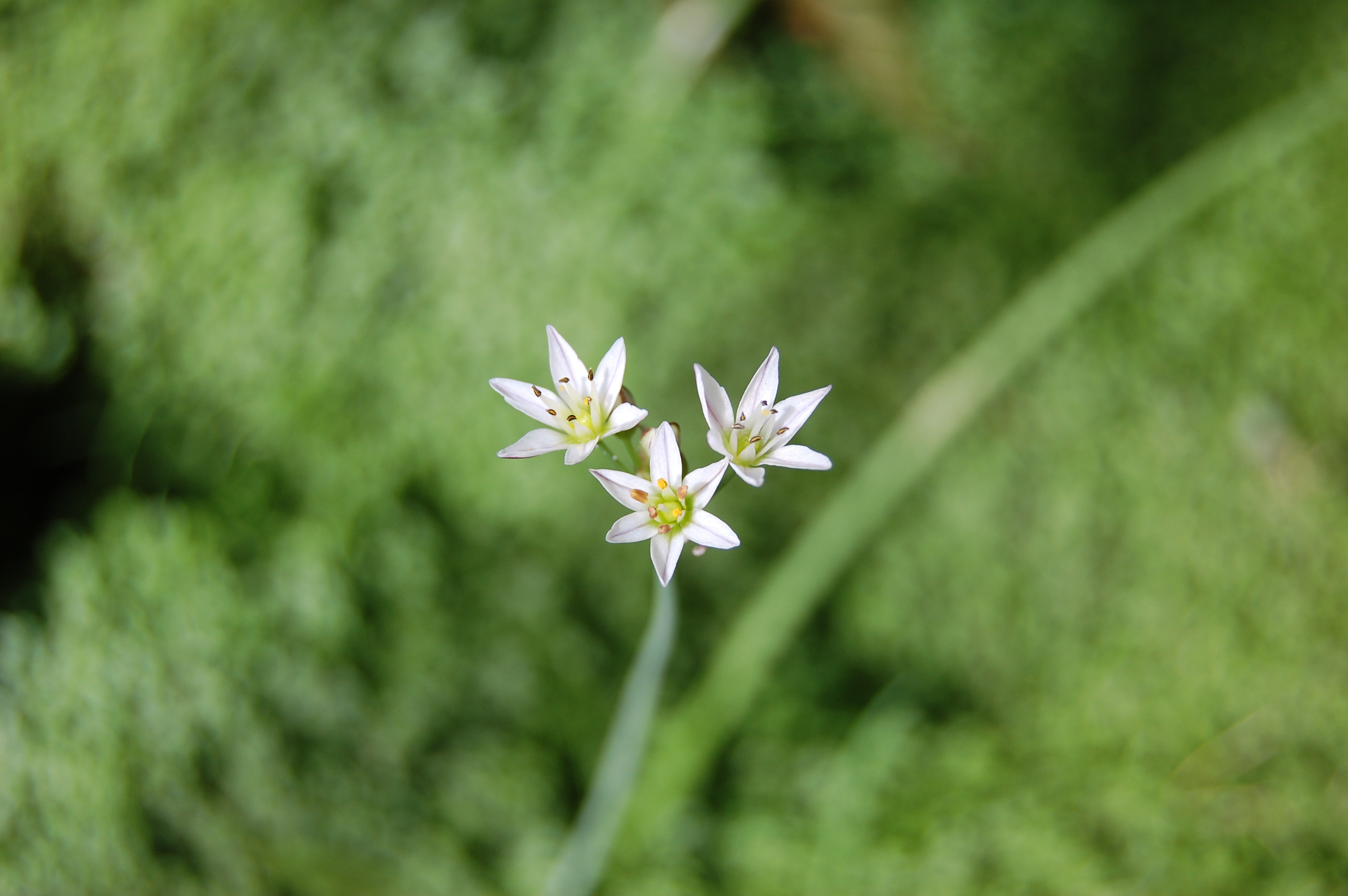
ニラモドキ Nothoscordum bivalve
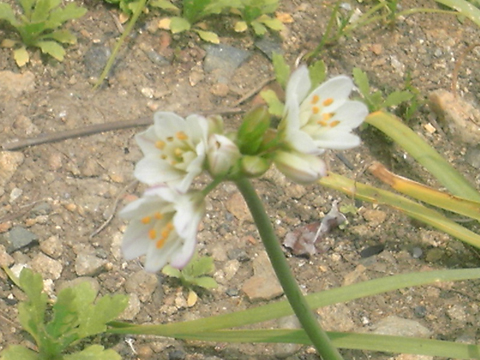
ハタケニラ Nothoscordum fragrans
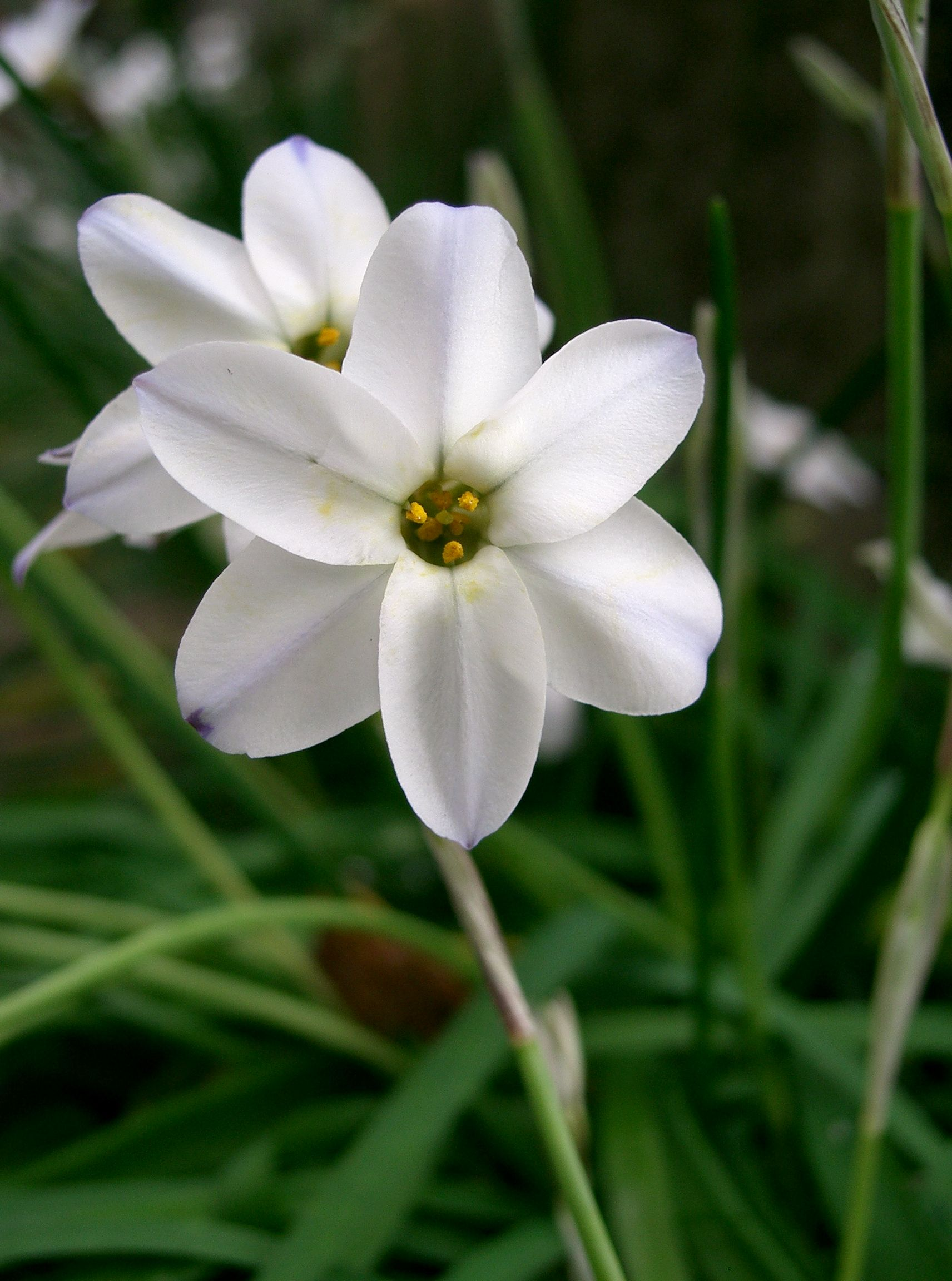
ハナニラ Ipheion uniflorum

### ヒガンバナ亜科

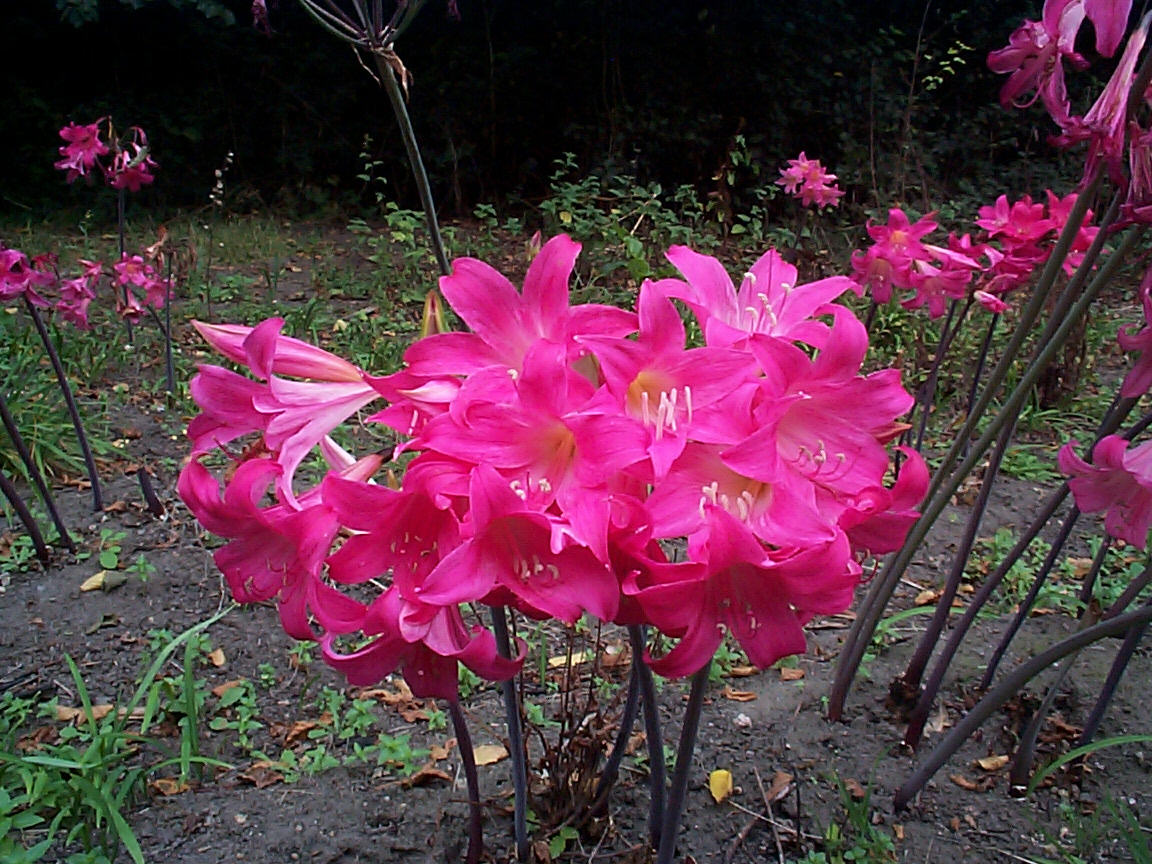
ホンアマリリス(ベラドンナーリリー) Amaryllis Belladonna
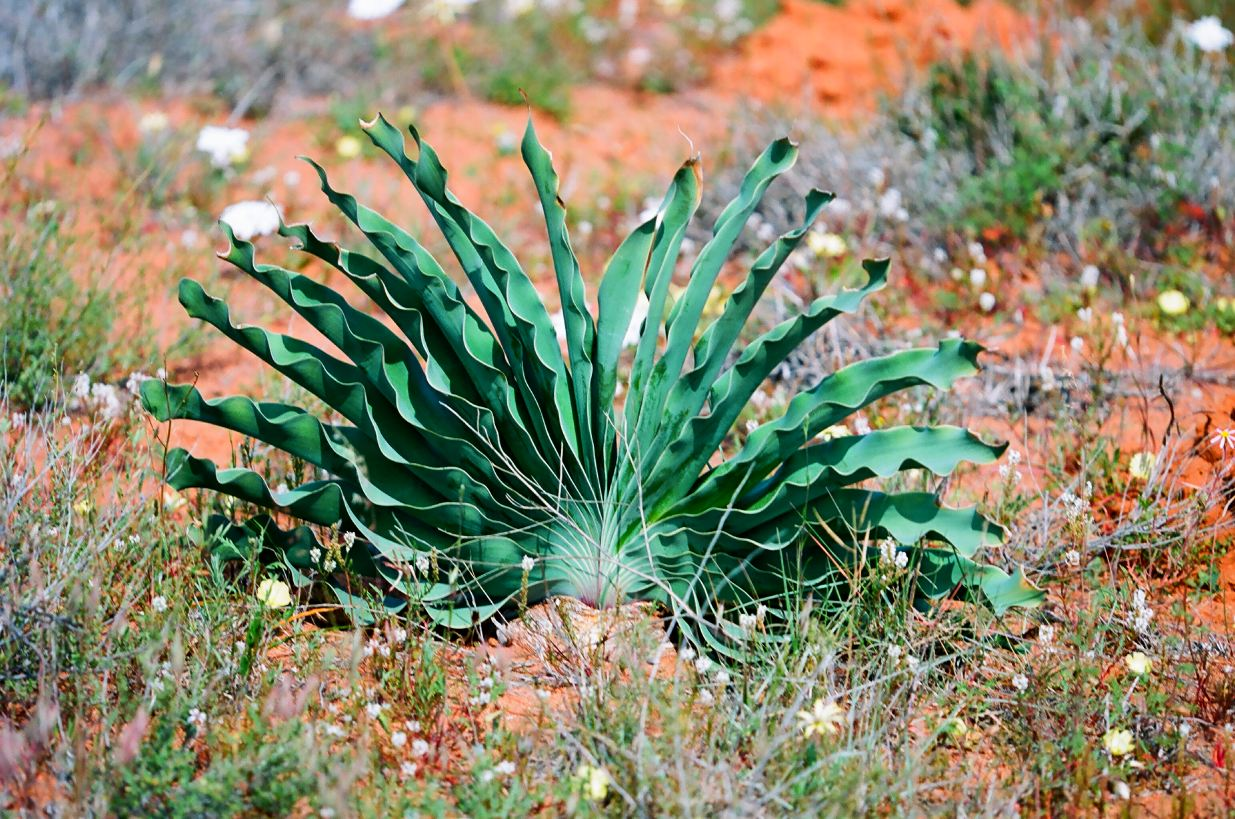
ブーファン　ハマエンソイデス Boophane haemanthoides
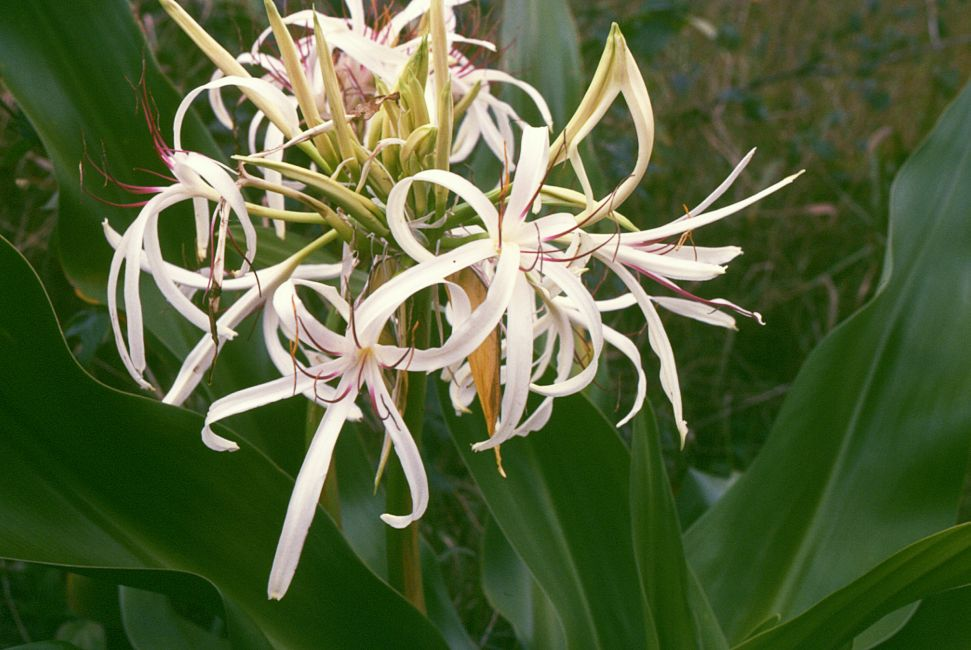
ハマユウ(ハマオモト) Crinum asiaticum var. japonicum
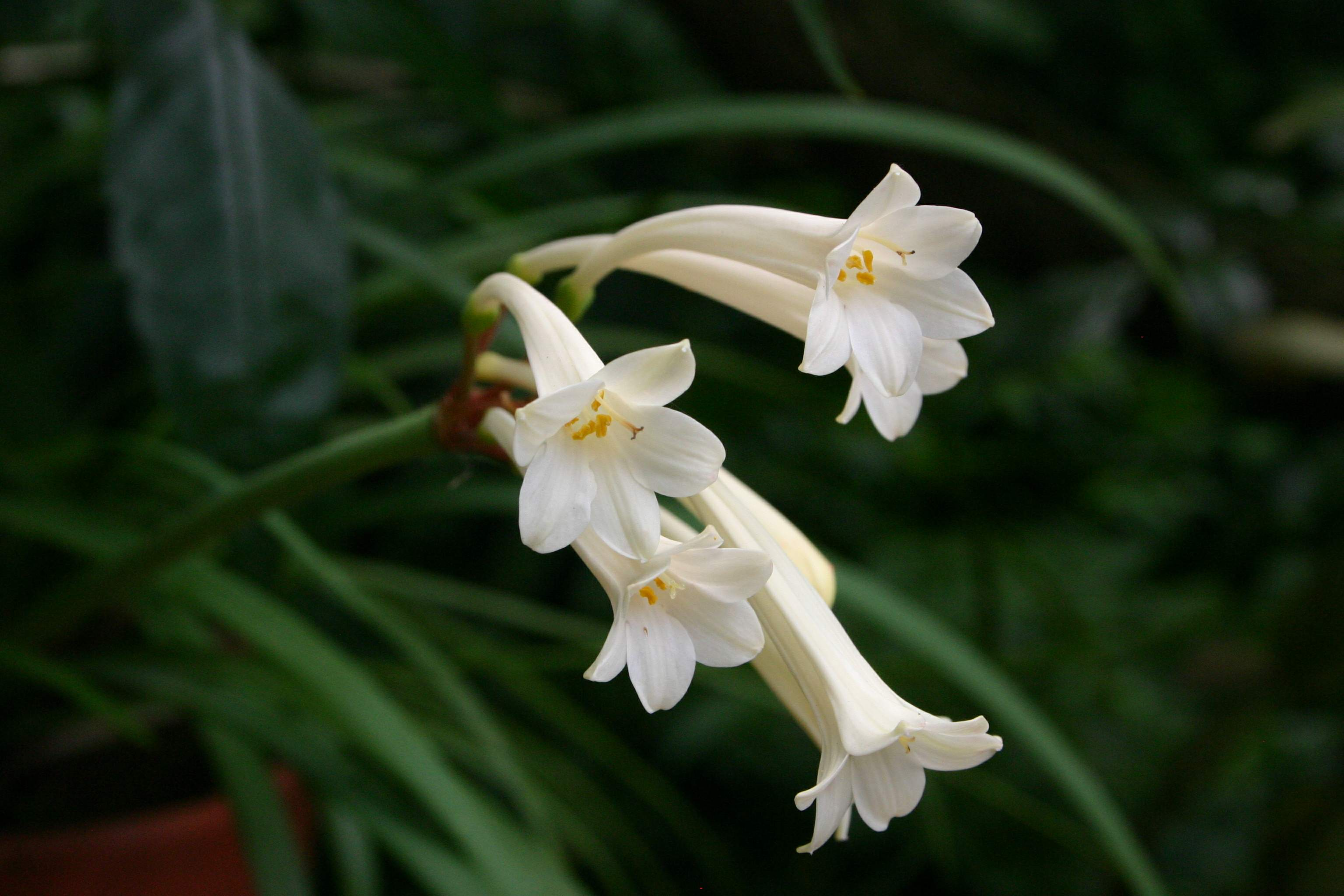
キルタンサス マッケニー Cyrtanthus mackeni
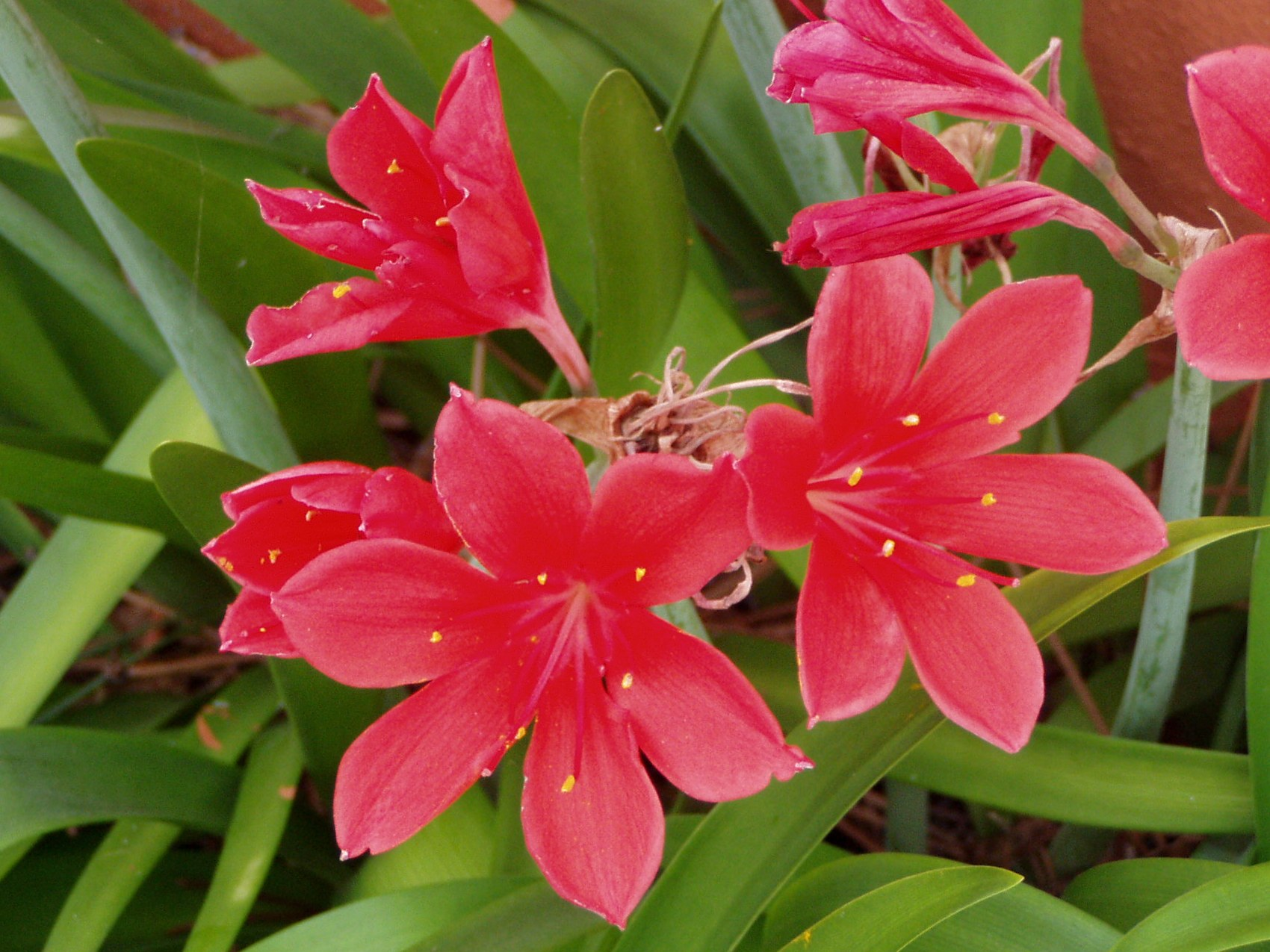
バロータ Cyrtanthus elatus シノニム　Vallota speciosa
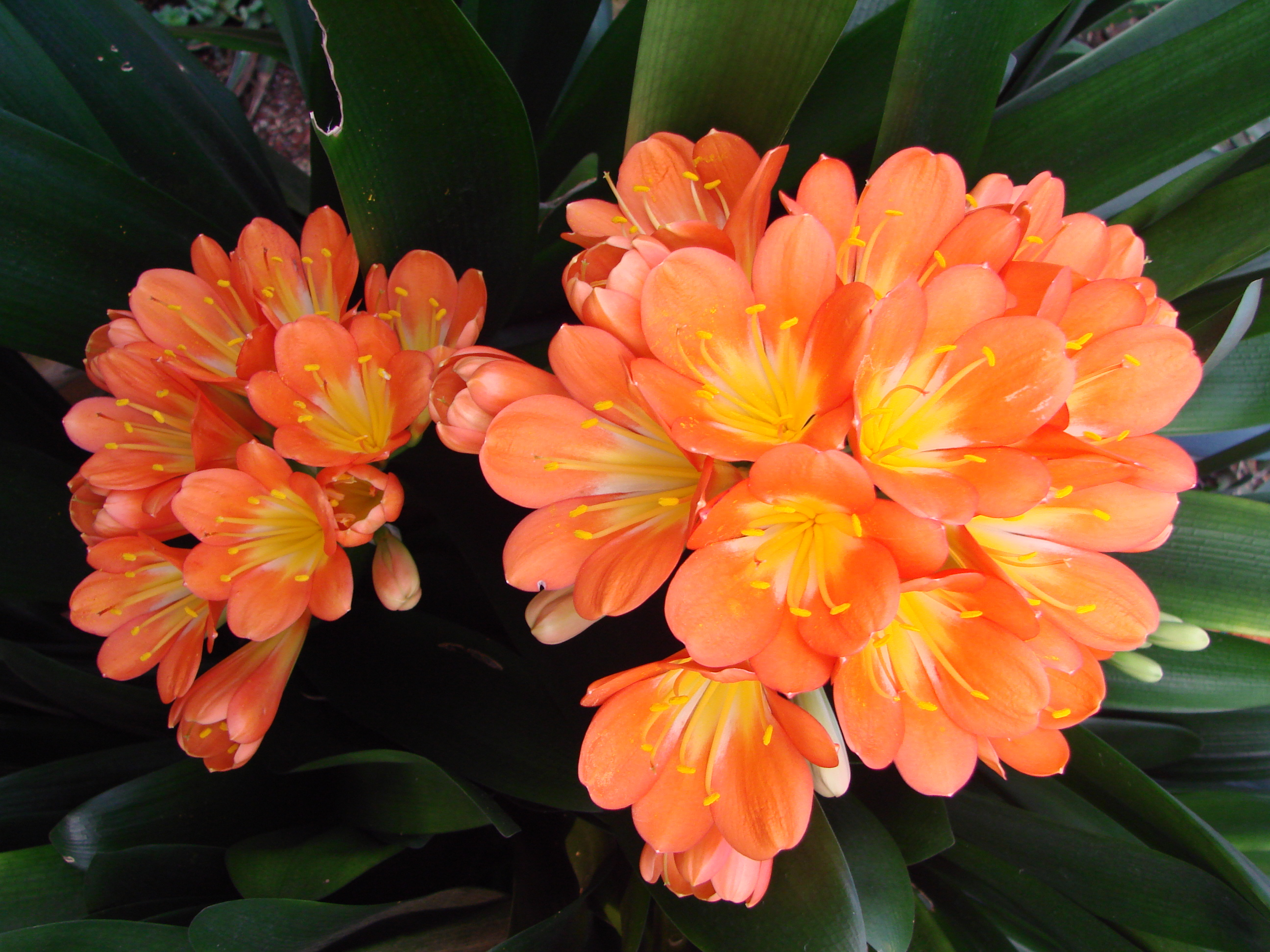
ウケザキクンシラン（園芸上で一般的なクンシラン）Clivia miniata
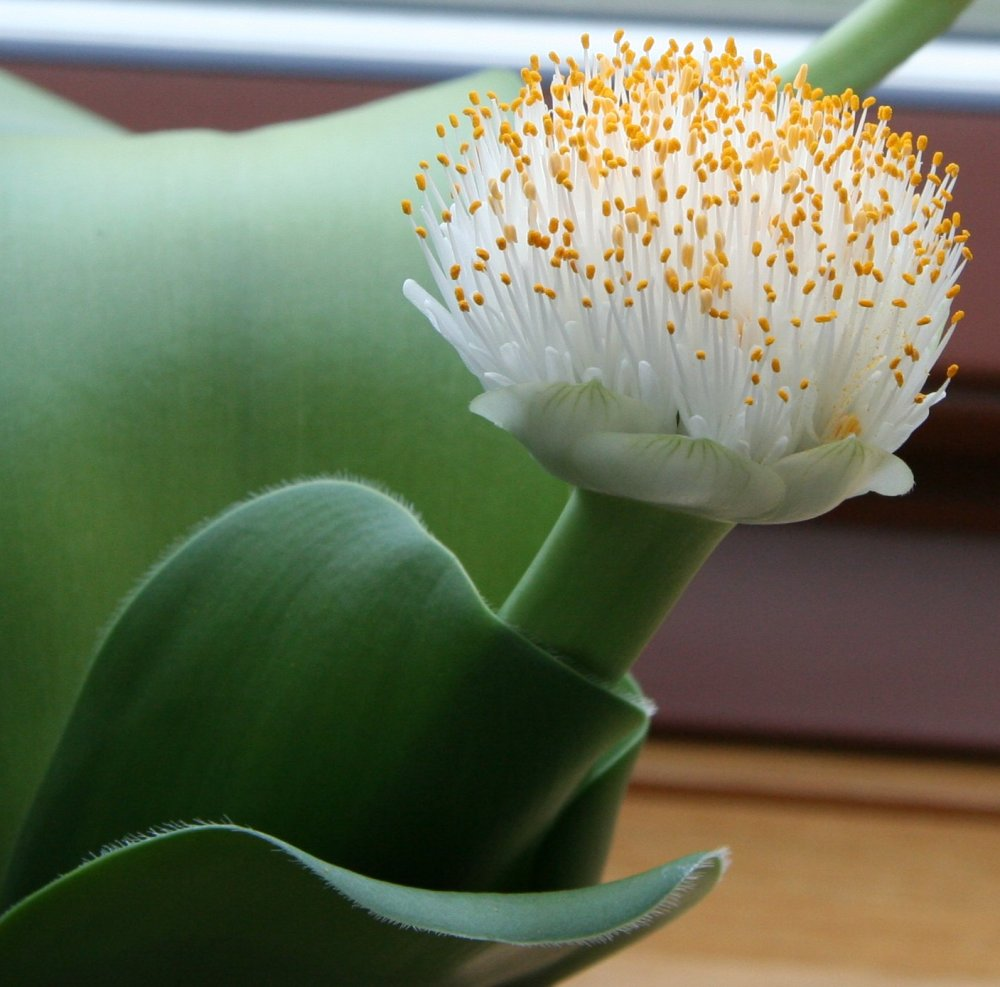
マユハケオモトHaemanthus albiflos
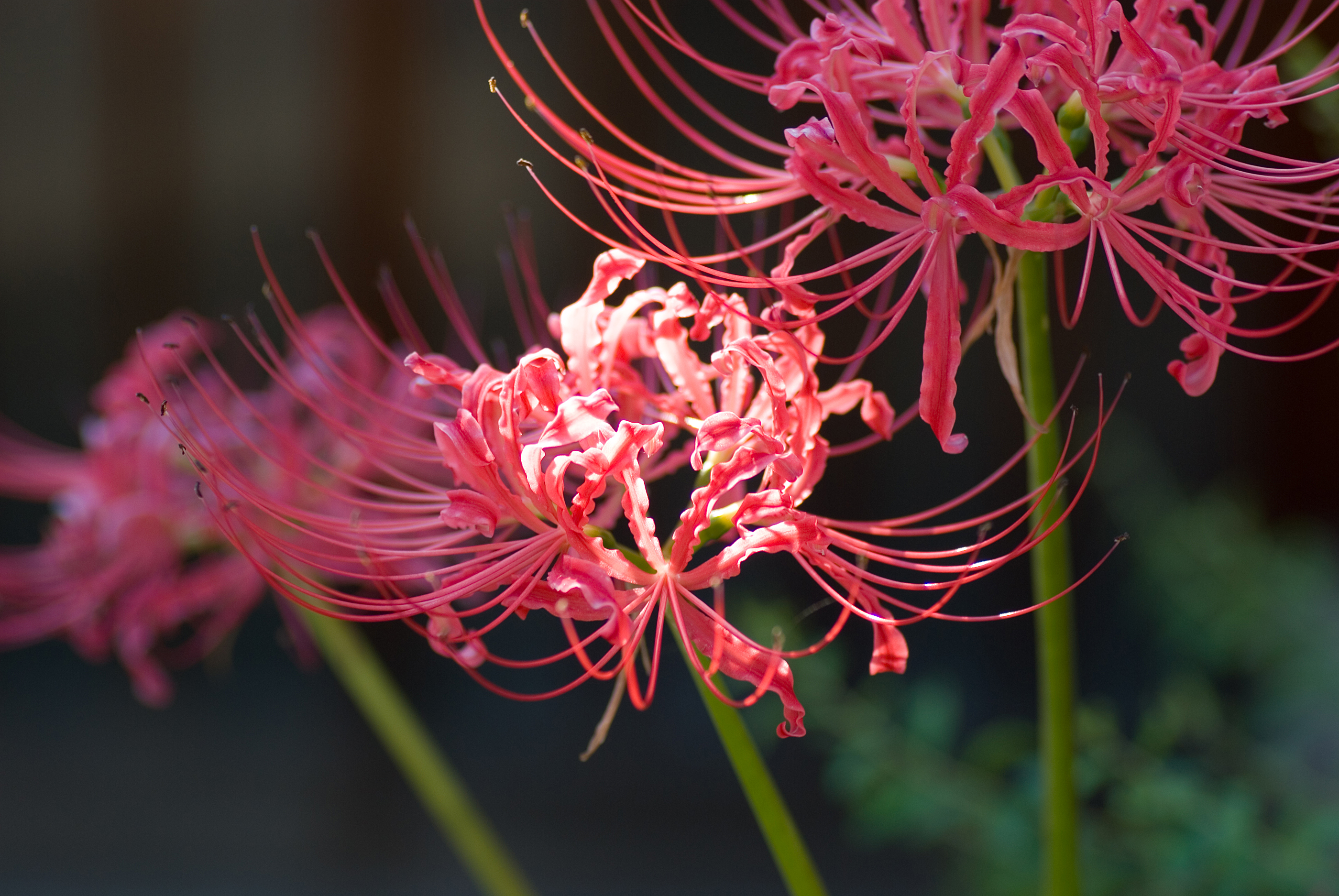
ヒガンバナLycoris radiata
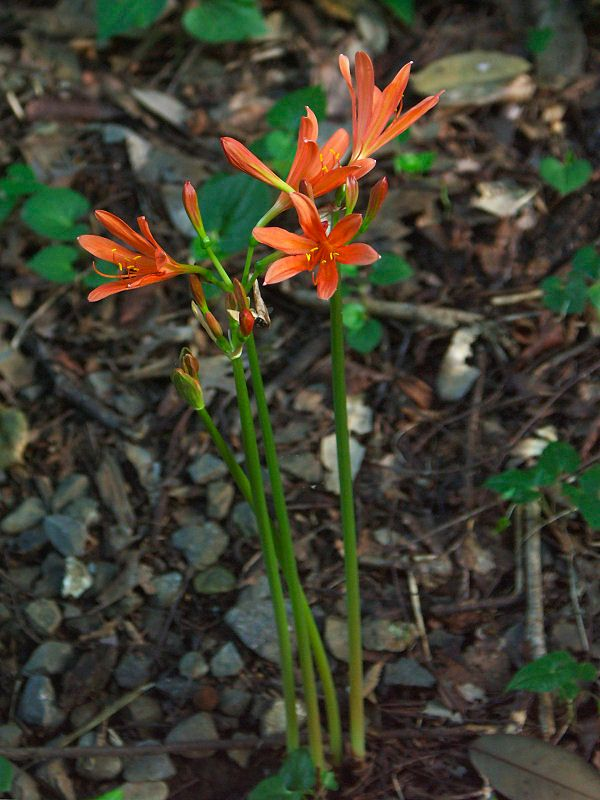
キツネノカミソリ Lycoris　sanguinea
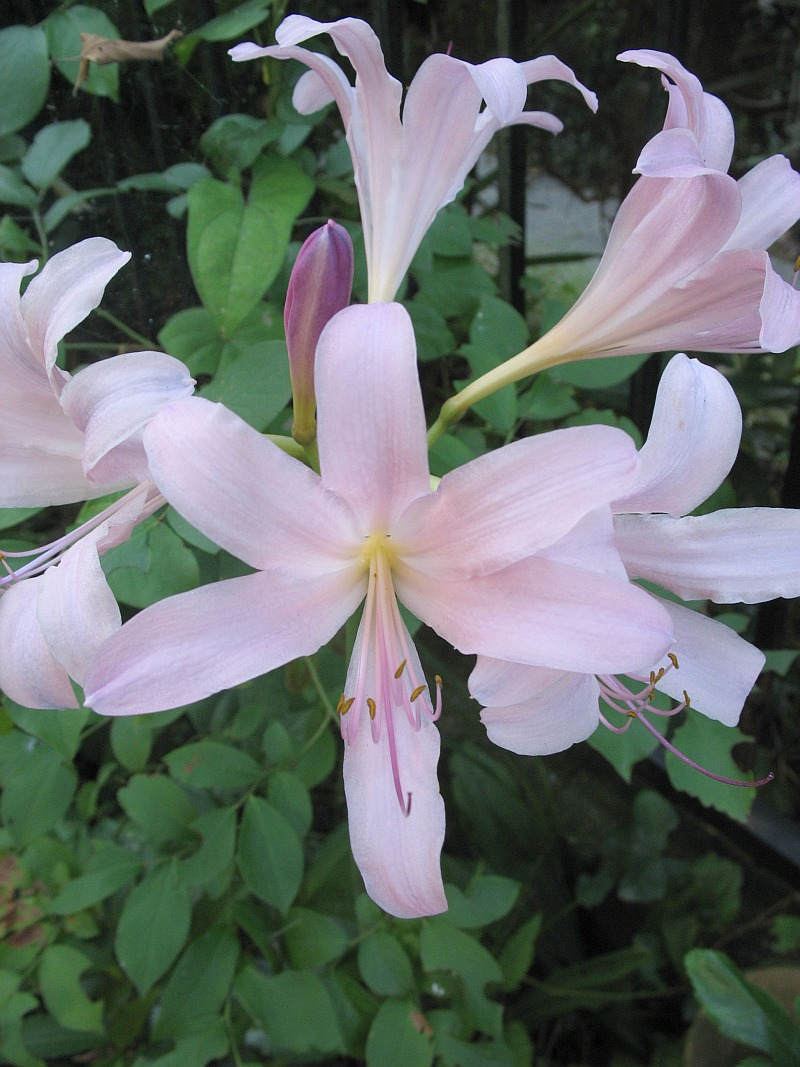
ナツズイセン Lycoris squamigera
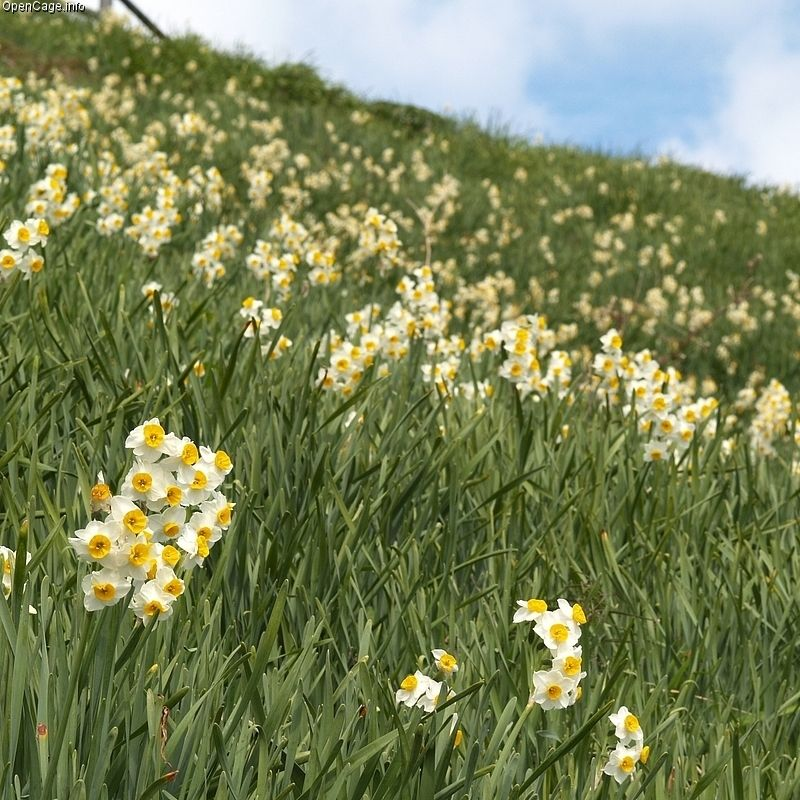
ニホンズイセン Narcissus tazetta L. var chinensis
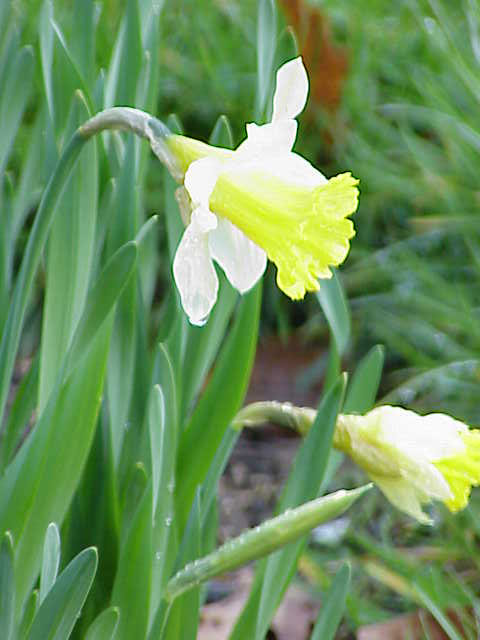
ラッパズイセン Narcissus pseudonarcissus
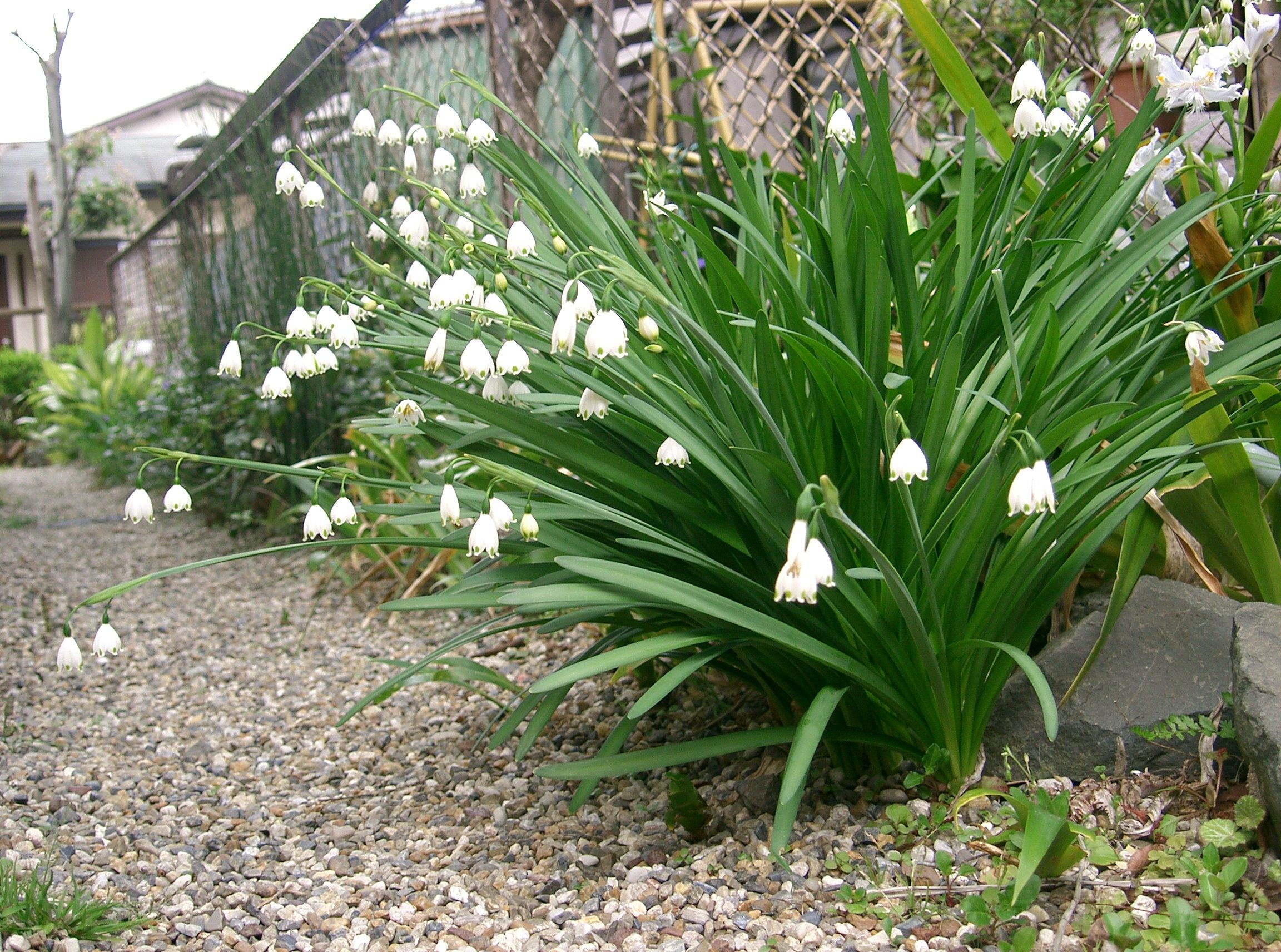
スノーフレーク（スズランズイセン）Leucojum aestivum
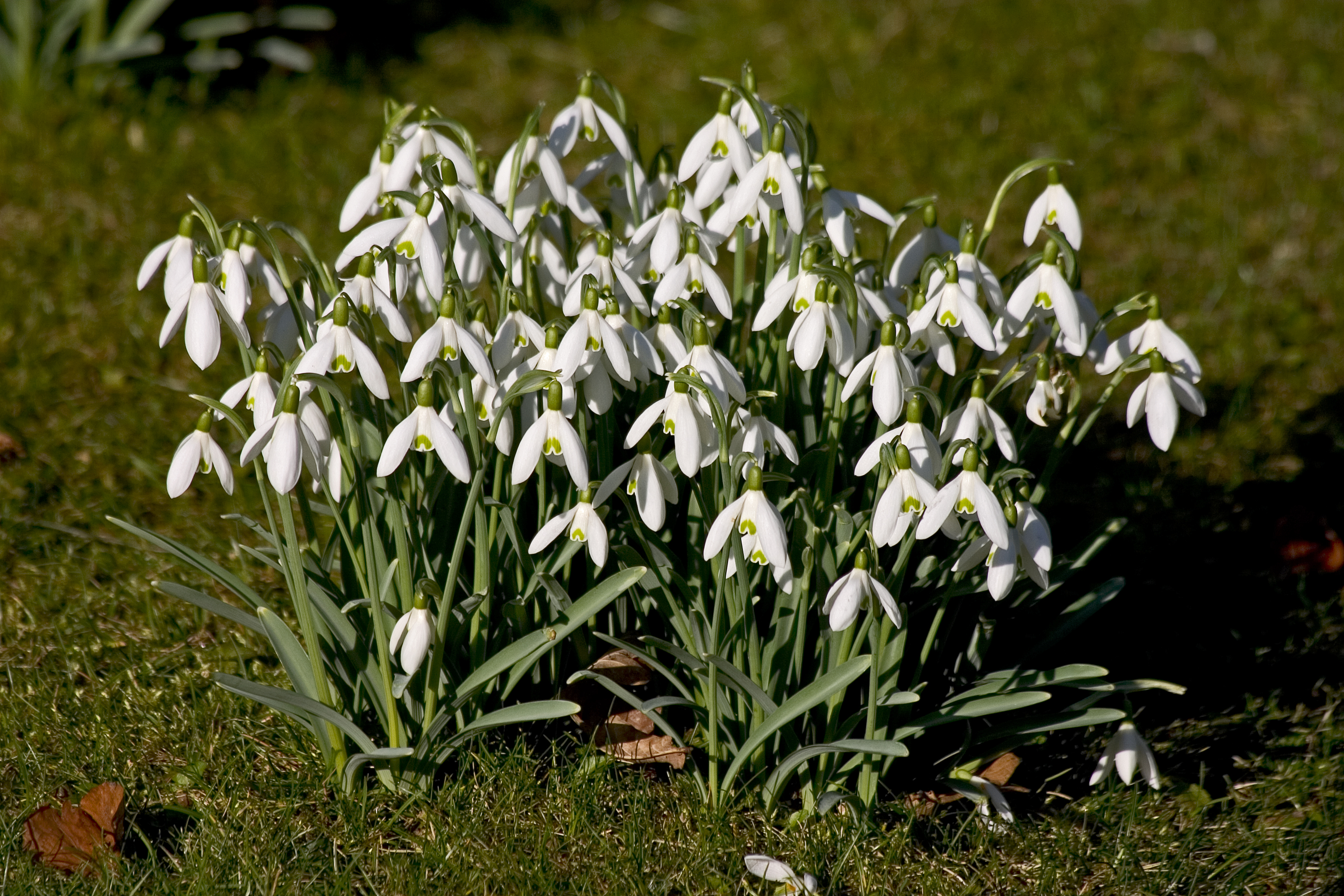
スノードロップ Galanthus nivalis
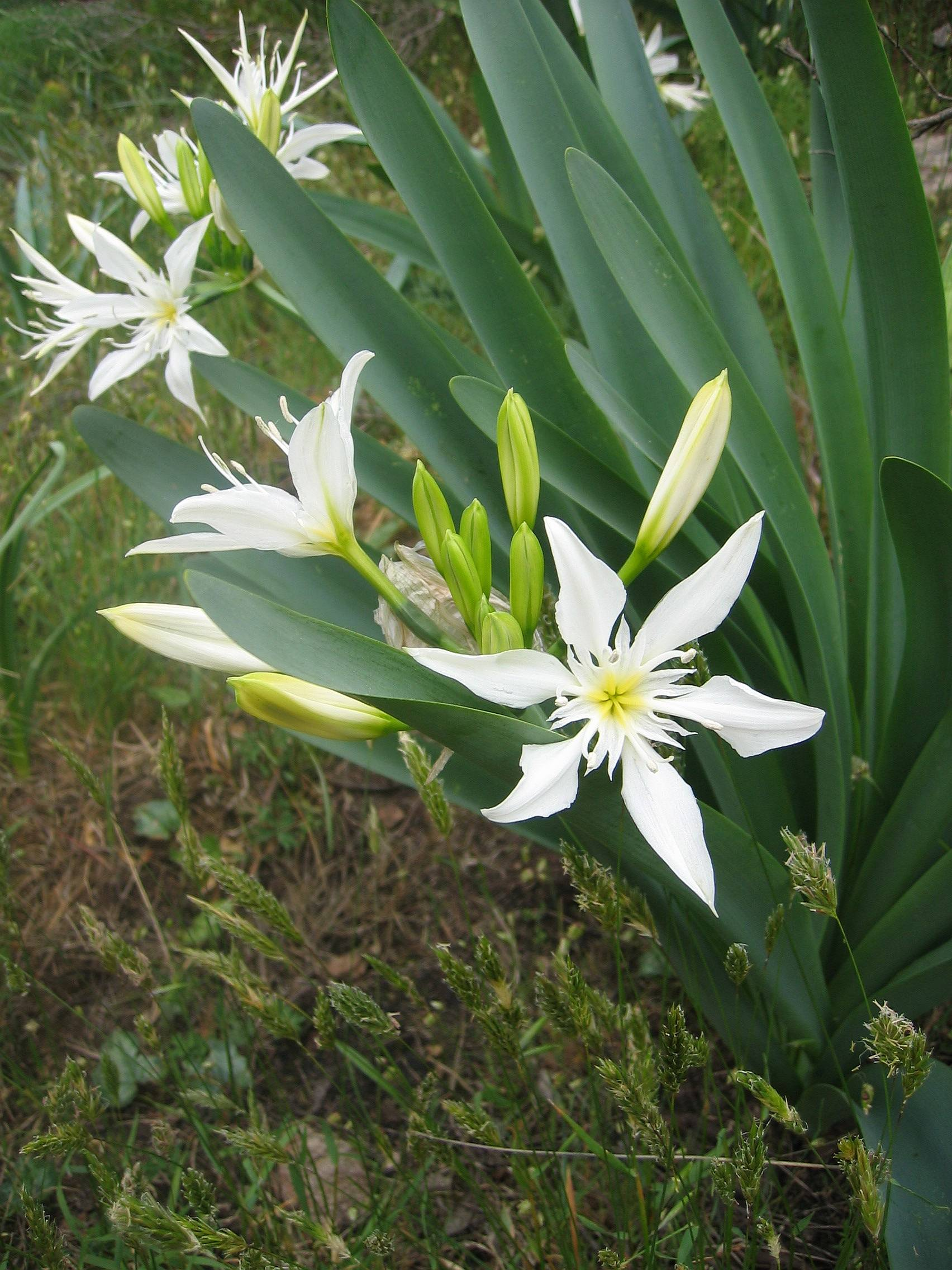
パンクラチューム イリュリクム Pancratium illyricum
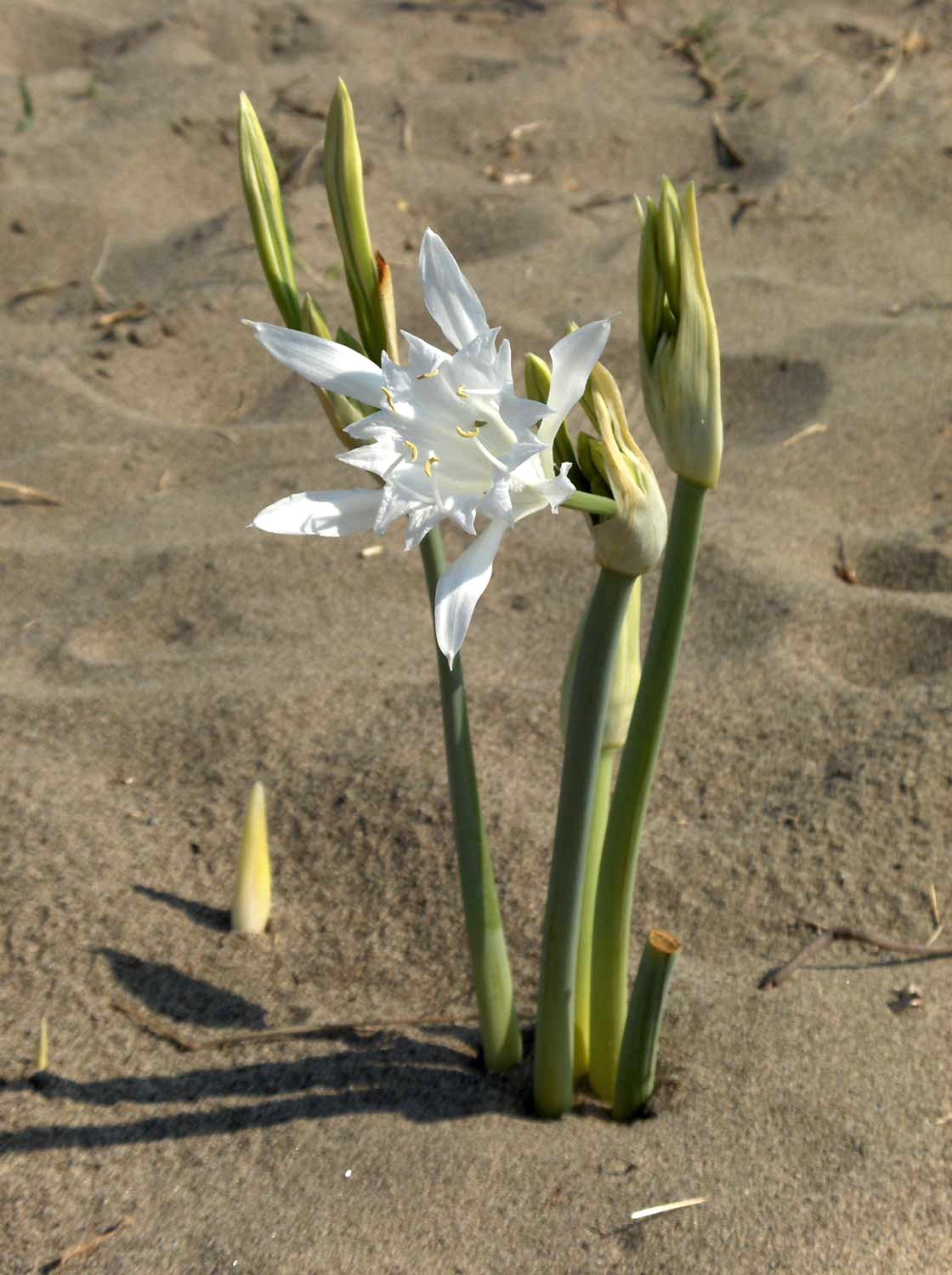
パンクラチューム マリチウム Pancratium  maritimum
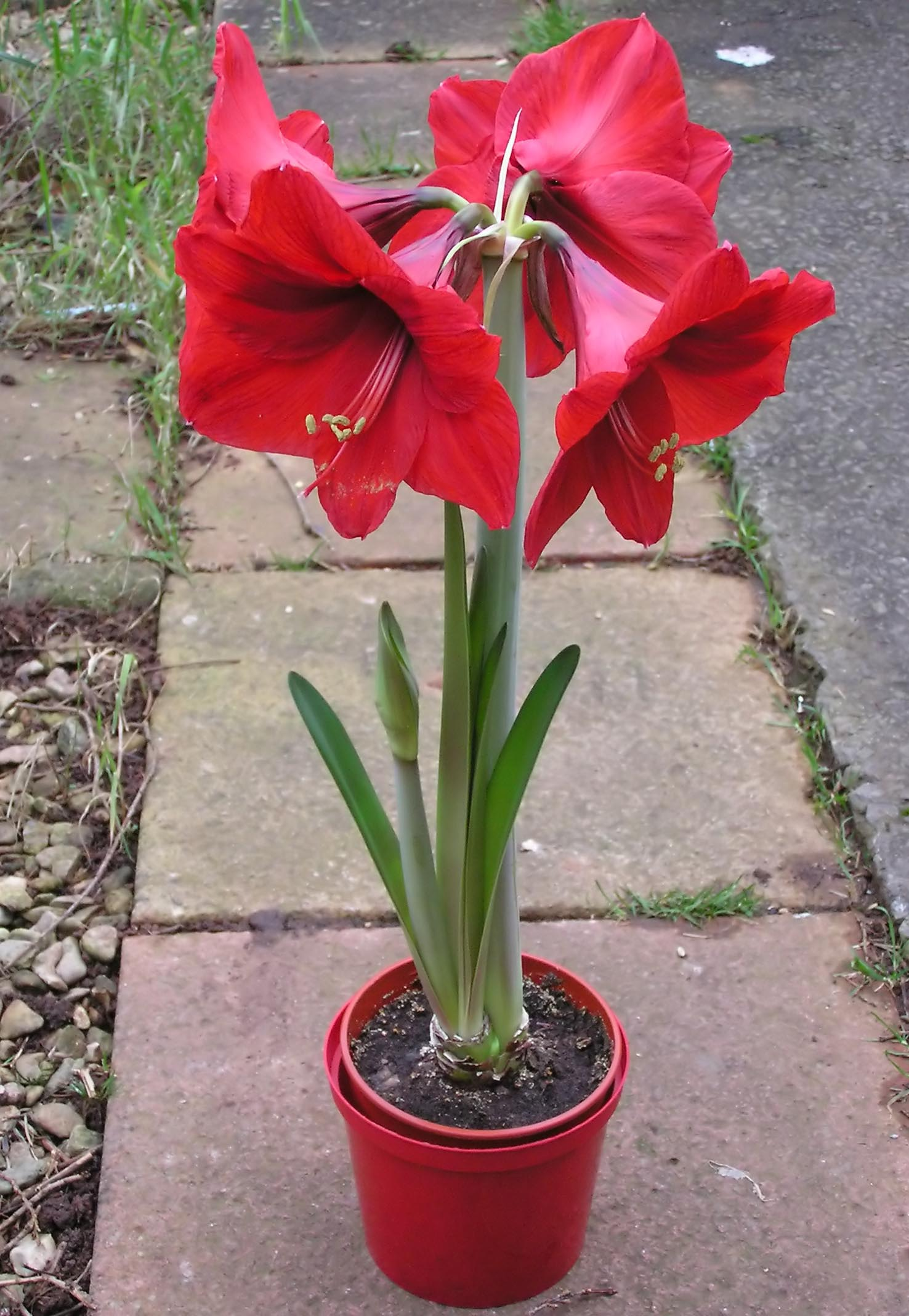
アマリリスの一品種　Hippeastrum cultivar
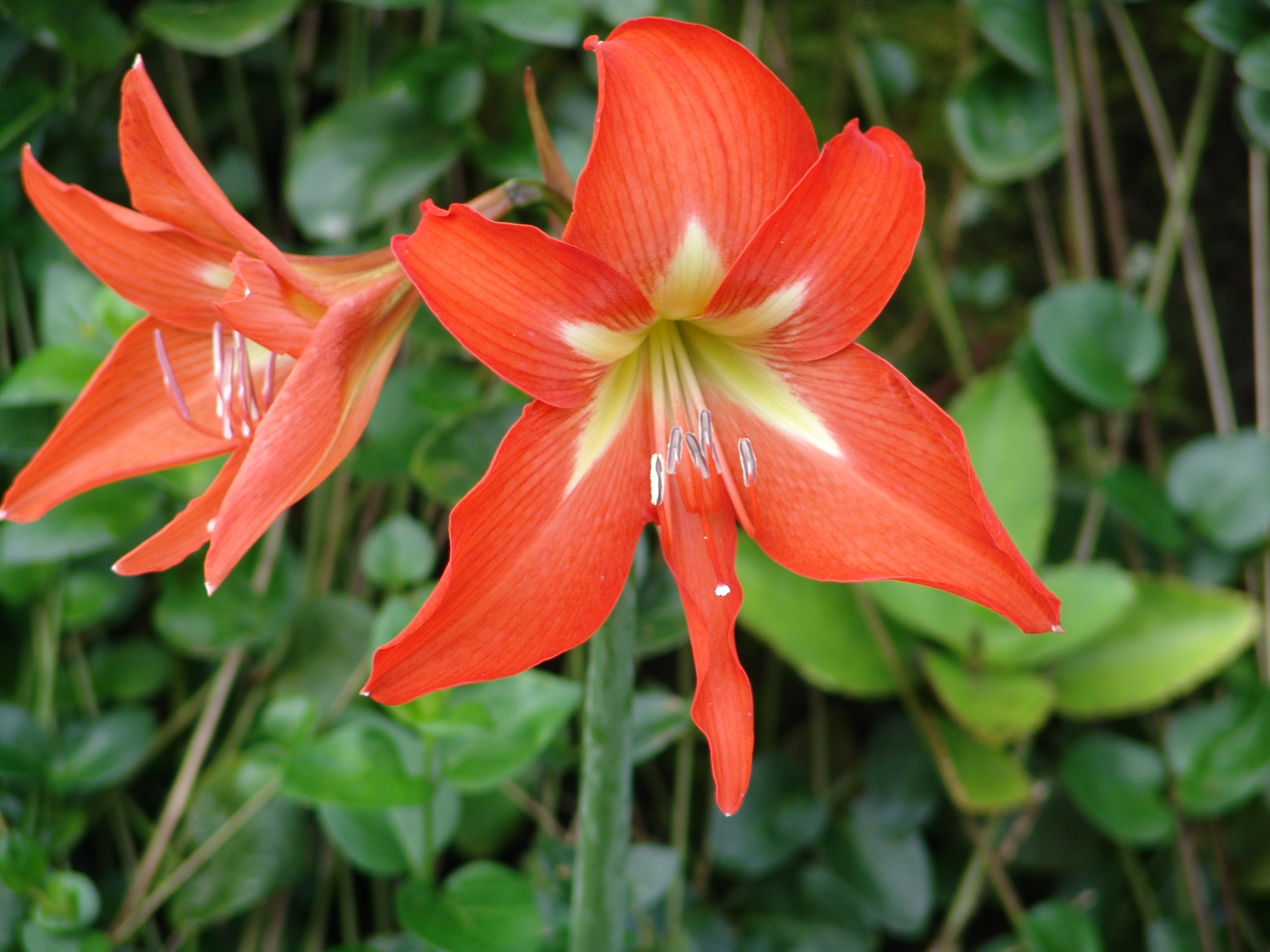
ジャガタラズイセン Hippeastrum reginae　(江戸時代に渡来したアマリリス）
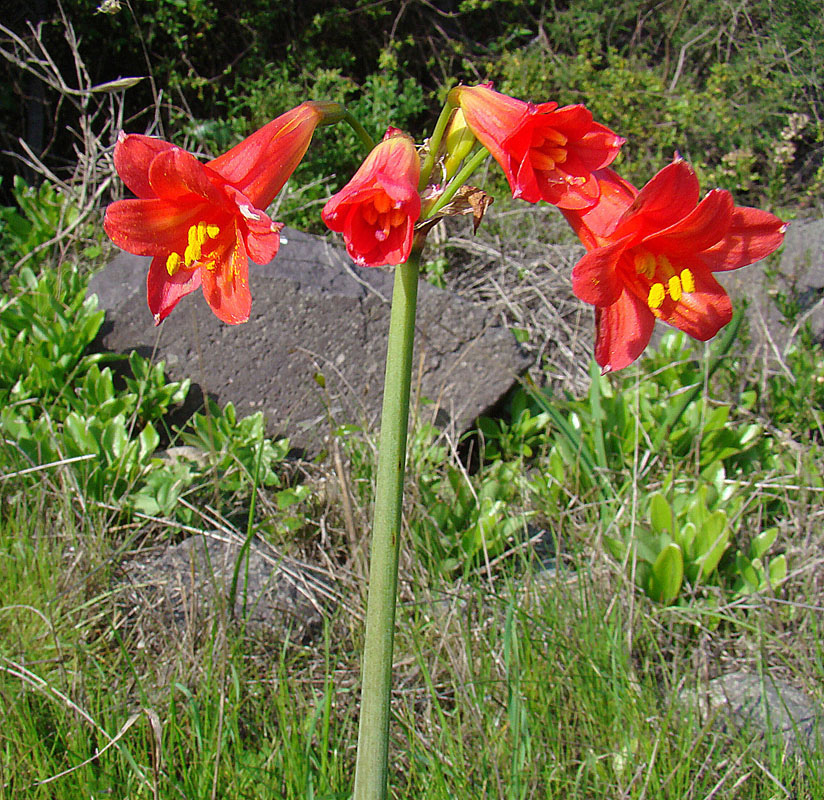
フィセラ クリタンソイデス Phycella cyrtanthoides
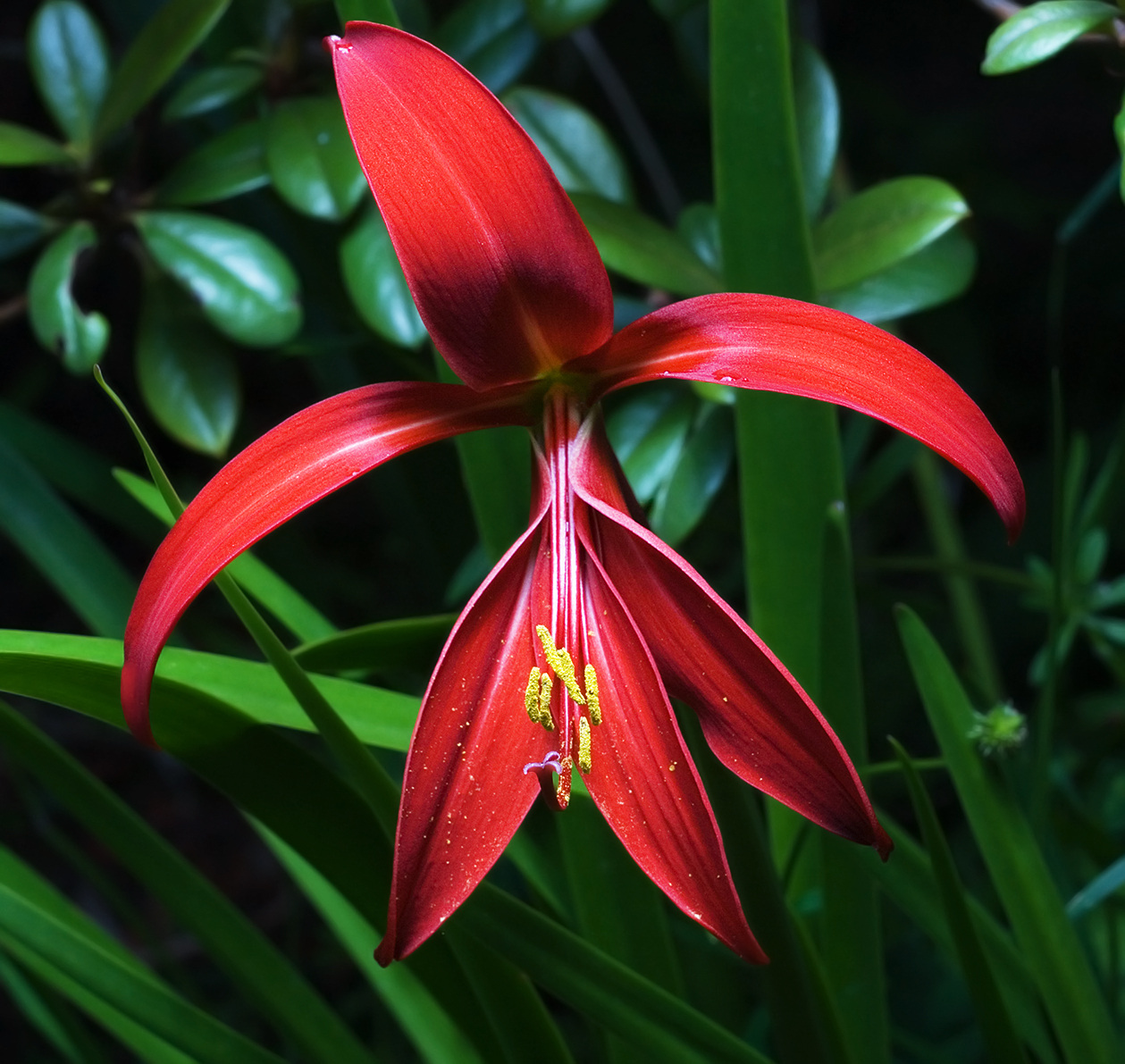
ツバメズイセン（スプレケリア） Sprekelia formosissima
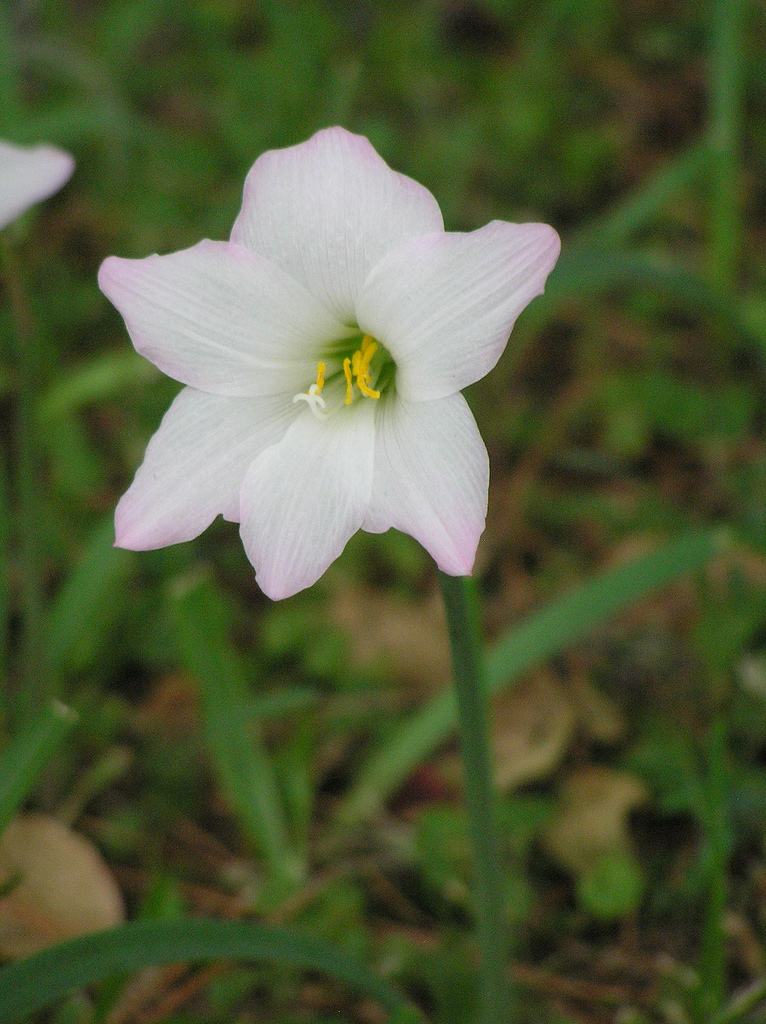
ハブランサス ロブスタス Habranthus robustus
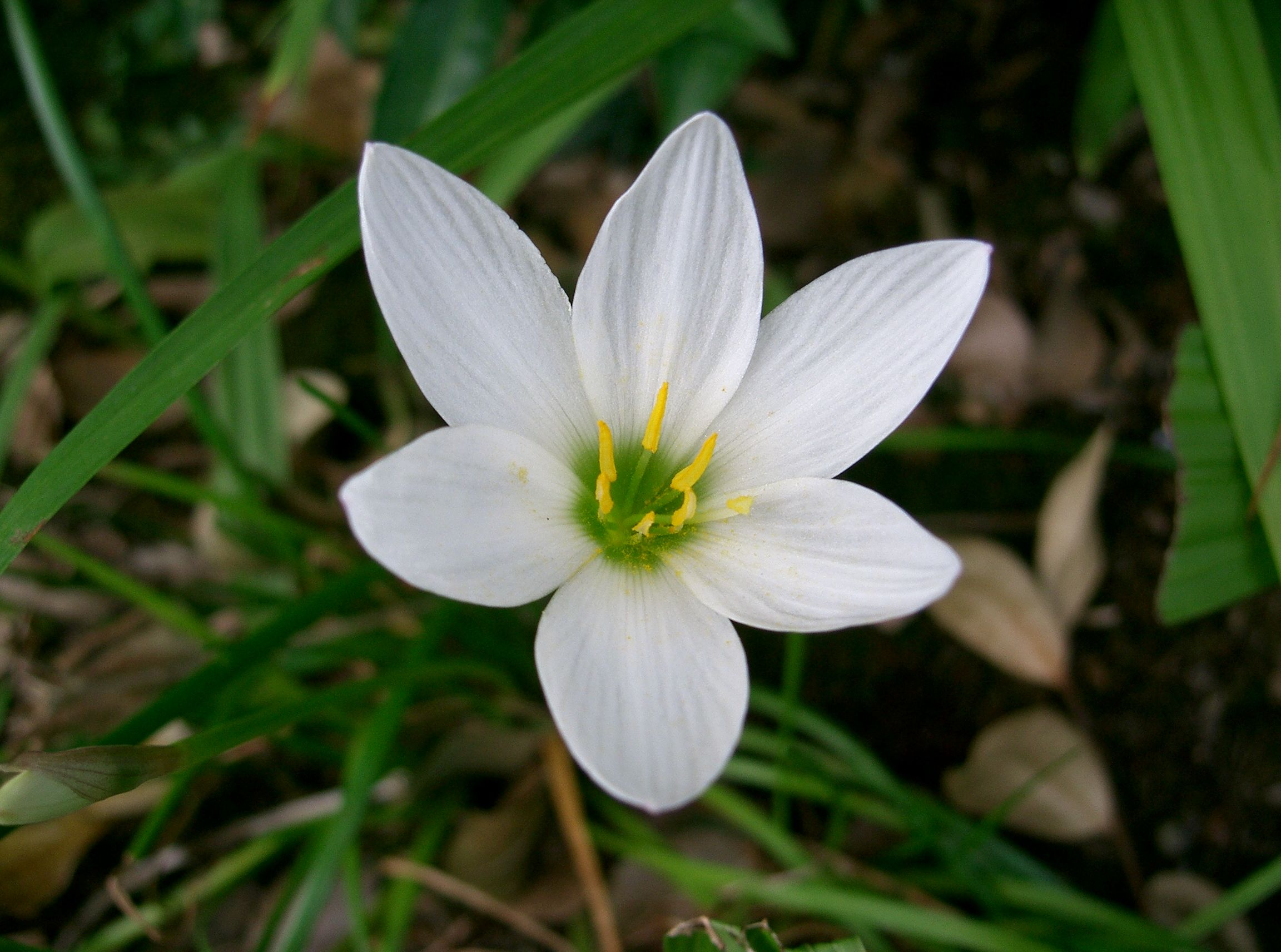
タマスダレ Zephyranthes candida
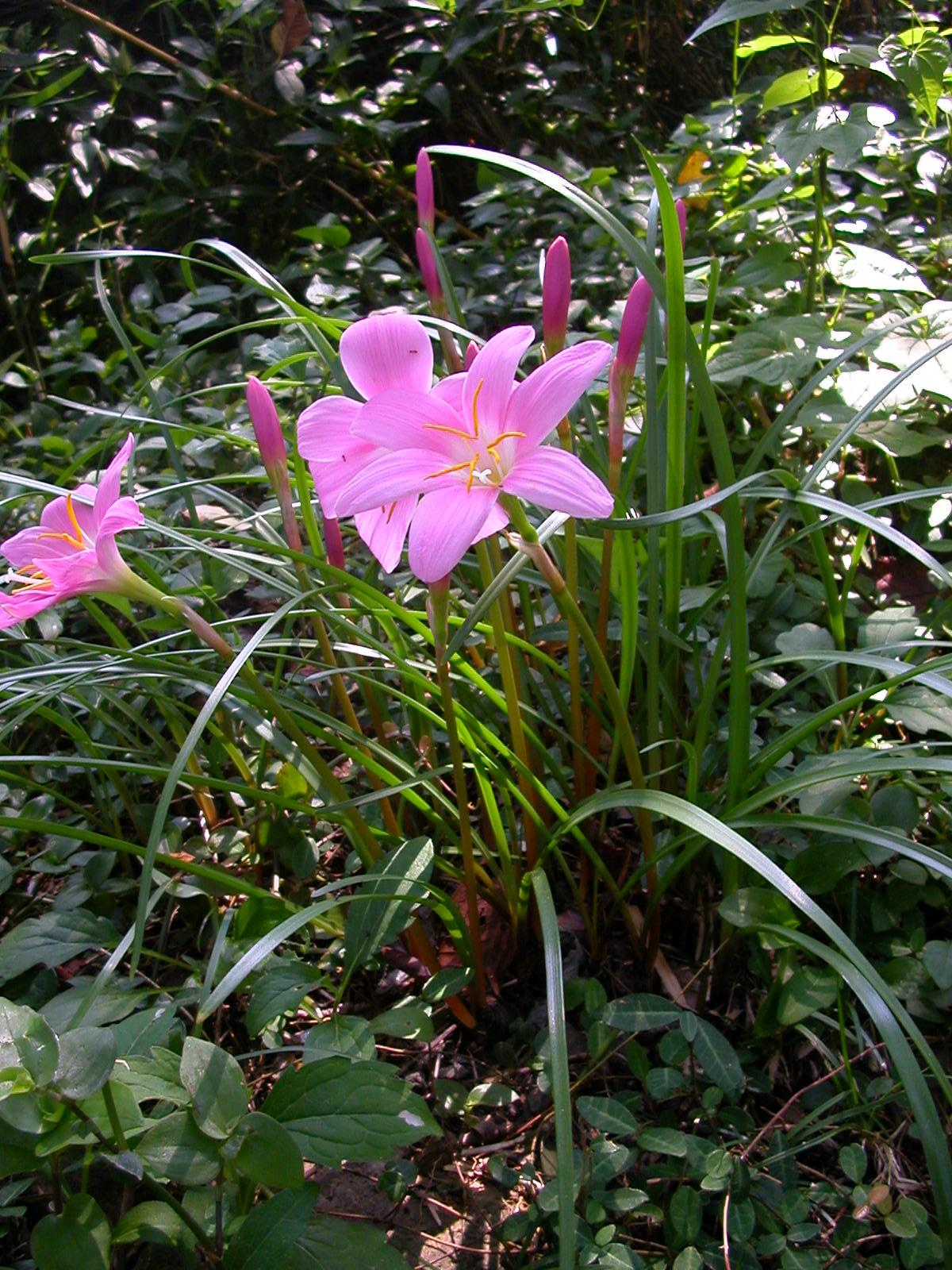
サフランモドキ Zephyranthes carinata
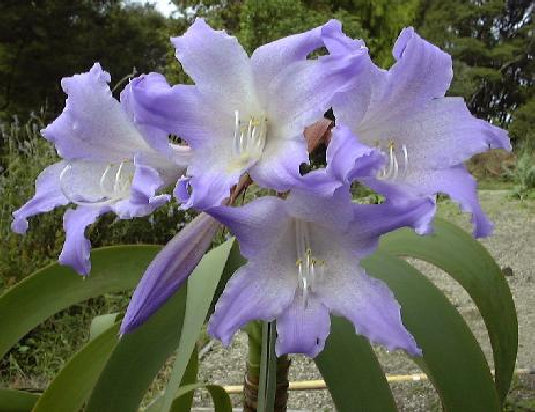
ブルーアマリリス Worsleya procera
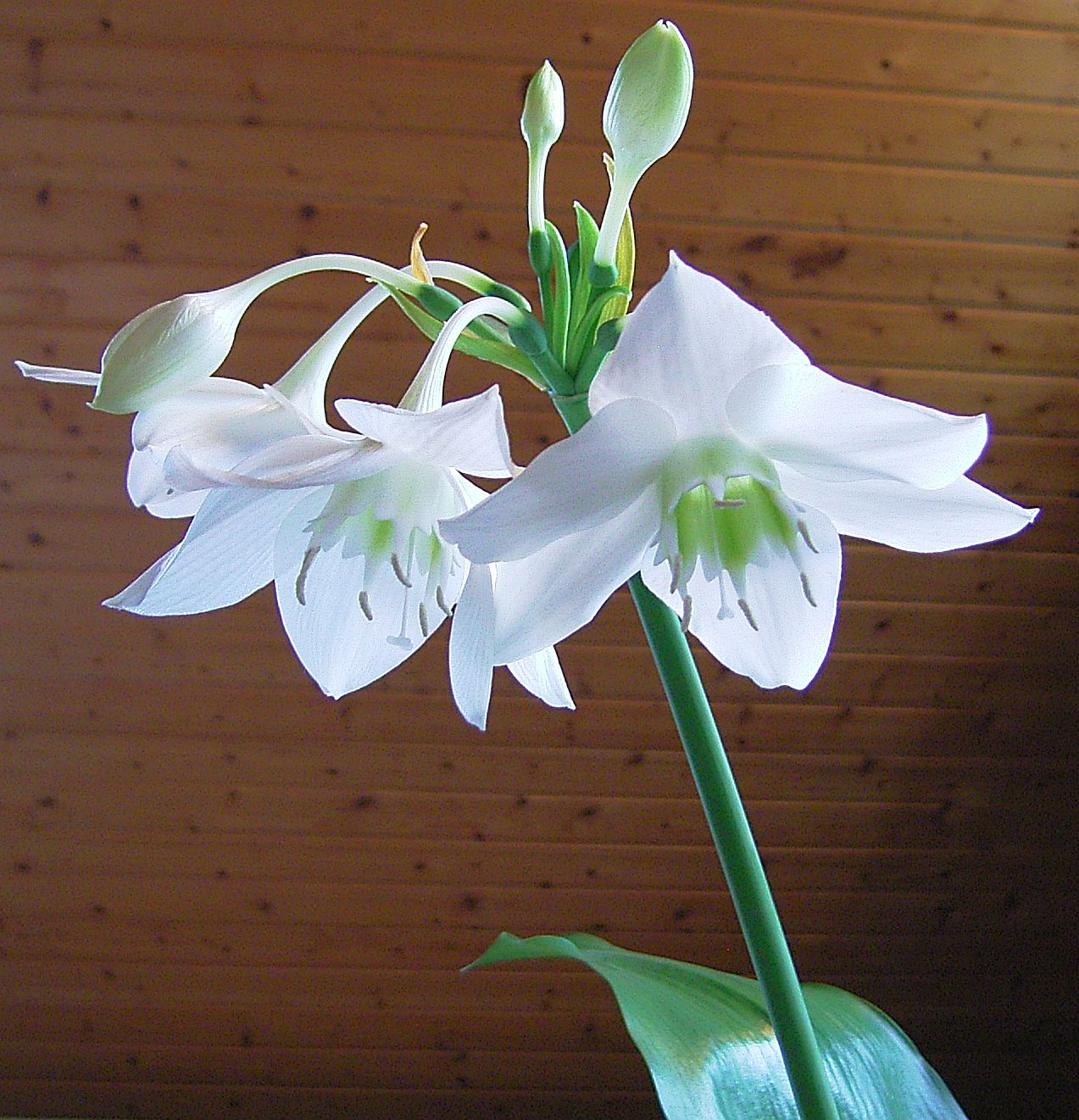
ユーチャリス アマゾニカ Eucharis amazonica
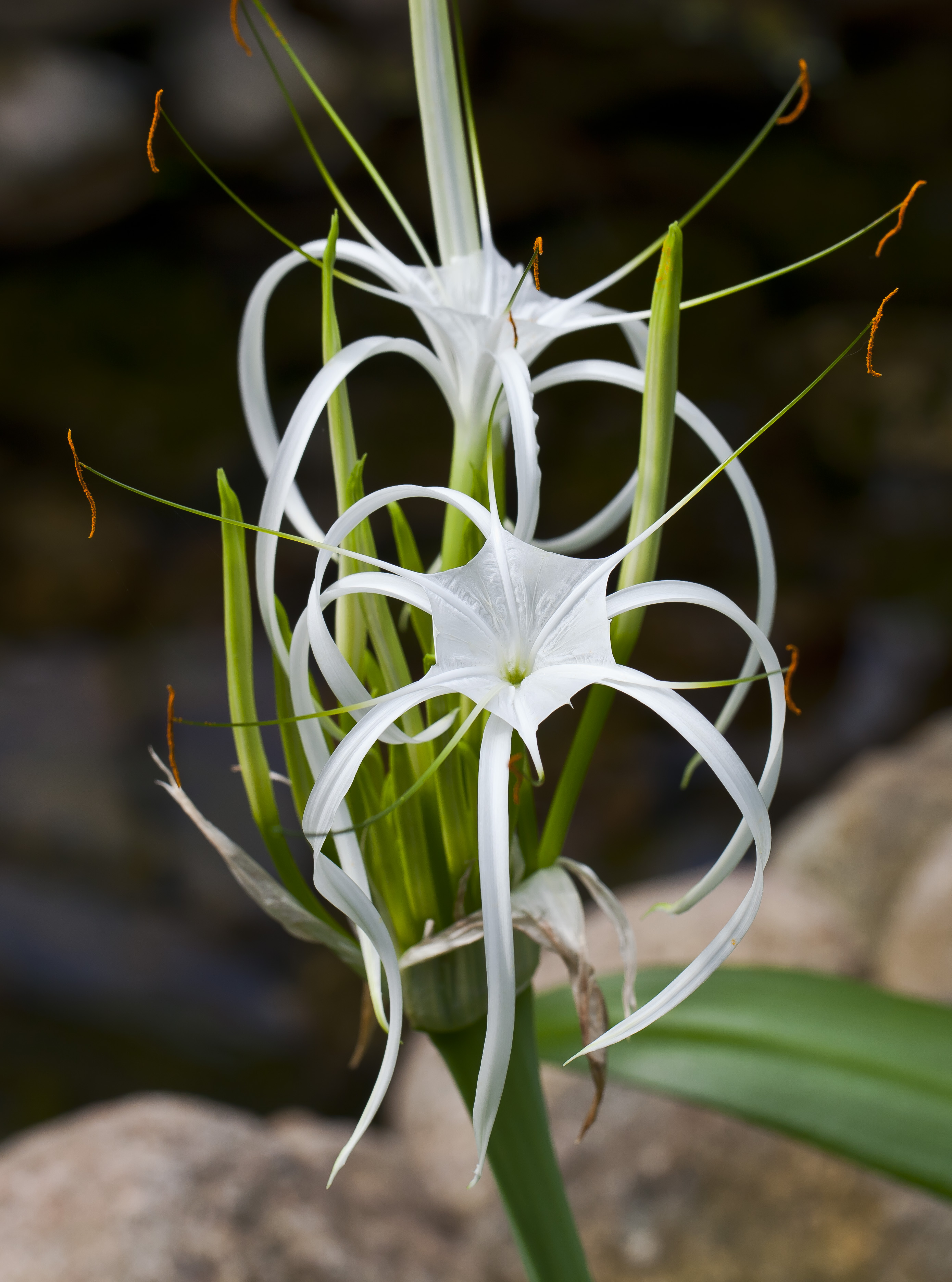
ササガニユリ Hymenocallis speciosa
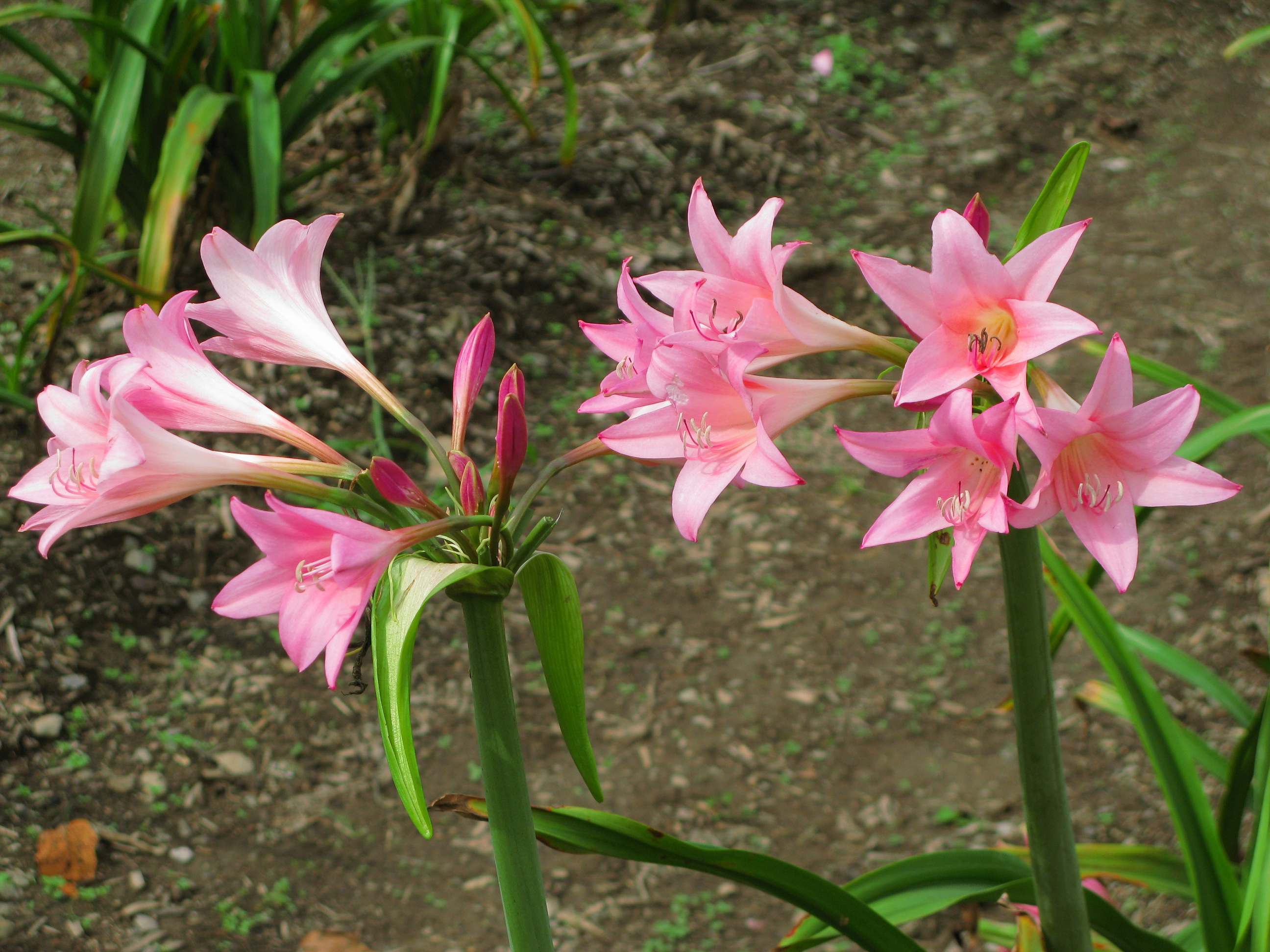
アマクリナム（属間交配種）  x Amarcrinum howardii